# La Berrichonne de Châteauroux
Vous lisez un « bon article » labellisé en 2014.
Pour les articles homonymes, voir La Berrichonne.
Maillots
Dernière mise à jour : 3 juillet 2025.
La Berrichonne de Châteauroux est un club de football français fondé en 1935 et situé à Châteauroux.
L'entité actuelle est issue de la fusion des principaux clubs castelroussins pendant l'entre-deux-guerres. La dernière a lieu en 1935, entre l'Association sportive de Châteauroux, alors double champion du Centre, et le Berrichonne Avenir Club, alors que les deux clubs évoluaient au même niveau. Le nom Berrichonne, issu de la province historique du Berry, trouve son origine dans La Berrichonne, club omnisports fondé en 1883 ayant ouvert une section de football en 1916, qui fusionna en 1920 avec l'Avenir Club de Châteauroux pour former le Berrichonne Avenir Club.
Le football castelroussin émerge des championnats régionaux dans les années 1950. Au cours de son histoire, le club effectue l'essentiel de ses saisons de l'après-Seconde Guerre mondiale aux deuxième et troisième échelons du football français, participant notamment à 41 saisons de Division 2. Le club n'a cependant atteint la première division qu'une fois lors de la saison 1997-1998. Avant la suppression de la rupture amateur-professionnel en 1970, La Berrichonne est un club majeur de la Ligue du Centre, participant régulièrement à la Division nationale du championnat de France amateur, atteignant la finale en 1964. En 1970, La Berrichonne participe au premier championnat de Division 2 « open » mêlant amateurs et professionnels et s'y maintient jusqu'en 1985. Remonté en D2 en 1991, le club remporte le titre de deuxième division en 1997 et auparavant celui de National 1 en 1994 après une année en D3. La Berri atteint la finale de la Coupe de France 2004 mais s'incline face au Paris Saint-Germain (1-0).
Le club dispute ses matchs à domicile au stade Gaston-Petit où il évolue en bleu et rouge. Il dispose depuis septembre 1995 d'un centre de formation. Le club remonte en championnat de France de deuxième division lors de la saison 2017-2018 après avoir terminé 1er de National lors de la saison saison 2016-2017. Après quatre saisons à ce niveau, le club retrouve en 2021 le championnat de National 1. Depuis janvier 2024, la Berrichonne de Châteauroux est la propriété de Stratton Oakmont Sports.
A l'issu de la saison 2024-2025, le club est relégué en National 2, une première depuis 1988. Néanmoins, en raison de la décision de rétrogradation administrative du club de Martigues par la DNCG, la Berrichonne est repêchée en championnat de National 1 pour la saison 2025-2026. Classée 16e et premier relégable la saison précédente, le club pourra de nouveau défendre ses couleurs au niveau national. 

## Histoire

### Genèse du club (1883-1918)
Au début du XIXe siècle, Cyprien Maze, enseignant de gymnastique, Armand Pautrot, fonctionnaire, et Léon Talichet se passionnent pour un jeu de ballon, issu de la Soule, importé en Angleterre par les marins bretons puis revenus en France, codifié par les Anglais, sous le nom de football association. Ce jeu atteint rapidement la capitale, puis Châteauroux, où il est adopté par les lycéens.
À son origine, la société sportive et patriotique La Berrichonne est fondée par des professeurs du lycée de la ville et des notables castelroussins. Fondé en août 1883, son premier président est M. Leune, professeur de philosophie, avec à ses côtés messieurs Maze et Talichet. Pour eux, le sport et l'éducation physique sous toutes ses formes sont facteurs de santé et de bon équilibre psychique.
La Berrichonne est l'un des plus vieux club omnisports français et la première société sportive créée à Châteauroux. À sa création, c'est une société omnisports comprenant des sections d'instruction gymnique et militaire. Le 3 décembre 1883, la société prend officiellement le nom de « La Berrichonne » avec comme devise « Pour la patrie ». Gymnastique, boxe française, escrime, tir et préparation militaire sont les activités principales de la société au cours des premières années,.
Pratiqué dès 1891 au lycée, La Berrichonne s'initie au football sur son propre terrain aux installations rudimentaires. Celui-ci est remplacé par le Parc des Sports, premier stade de Châteauroux.
La première équipe est constituée des joueurs du Football Club du Lycée de Châteauroux (FCLC) et voit le jour à la veille de la Première Guerre mondiale, en 1913. La Berrichonne, avec l'appoint des militaires basés sur place, crée son équipe en février 1916 sous l'impulsion d'Armand Pautrot,. Pour distinguer les footballeurs des gymnastes, athlètes et tireurs à la tenue blanche et bleue, ces premières équipes revêtent des maillots blancs à bandes verticales rouges,. Plusieurs dizaines de jeunes évoluent alors sous les couleurs de La Berri, heureux de pratiquer un sport connaissant un grand succès dans les cours de récréation des lycées. Pendant le conflit, les soldats français, anglais et américains participent à des rencontres sportives où le drapeau américain voisine avec celui de La Berrichonne sur la pelouse du Parc des Sports.

### Fusion des clubs castelroussins (1918-1935)
À Châteauroux, trois clubs essaient d'attirer les jeunes sportifs sous leurs couleurs. Le plus ancien[réf. nécessaire], l'Avenir Club, fusionne avec La Berrichonne le 8 mars 1920 pour devenir La Berrichonne Avenir Club[réf. nécessaire]. L'AS Châteauroux, au maillot blanc et violet, domine le football local à partir de 1920,,. L'ASC, qui joue aussi au Parc des sports, attire de plus en plus de joueurs. Toutefois, les deux clubs réalisent rapidement que la rivalité entre eux est préjudiciable dans le domaine du recrutement. La municipalité encourage alors une fusion pour mieux représenter la ville dans le championnat régional. En 1931, l'AS Châteauroux remporte une dernière fois le championnat du Centre, avant la fusion quatre ans plus tard. Victor Hélin assure la présidence de ce nouveau club,. Les deux clubs évoluaient ensemble dans le District Berry de la Ligue du Centre. Par cette association, la nouvelle structure récupère le stade de la rue Henri Dunant. Maurice Duquesne, secrétaire général de l'AS Châteauroux, est l'un des promoteurs de la fusion entre les deux clubs et devient vice-président et directeur sportif de La Berrichonne.

### Émergence régionale (1935-1945)
Les joueurs revêtent des maillots bleus et rouges et remportent la Coupe de l'Indre en 1937,,.
Après s'être dotée pour la première fois en 1938 d'un entraîneur, M. Roder, La Berrichonne aborde dans des conditions difficiles la période de la Seconde Guerre mondiale et l'occupation. Se trouvant en zone libre, La Berri ne peut plus rencontrer ses anciens adversaires de la Ligue du Centre, tous en zone occupée. Rattachée à la Ligue Auvergne-Limousin, elle doit attendre la fin du conflit pour retrouver Orléans, Tours, Poitiers, Blois, Châteaudun, Chartres, etc..
Certains joueurs se distinguent tels que Roger Mindonnet, sélectionné plus tard en équipe de France. En 1943, l'ex-gardien du RC Paris, Roger Cabanis, rejoint la Berrichonne comme entraîneur-joueur. L'année suivante, l'équipe, composée de joueurs comme Mindonnet mais aussi Torta et Devillière sans oublier Cabanis, enlève une nouvelle fois la Coupe du département.

### Entre CFA et Division d'Honneur (1945-1970)

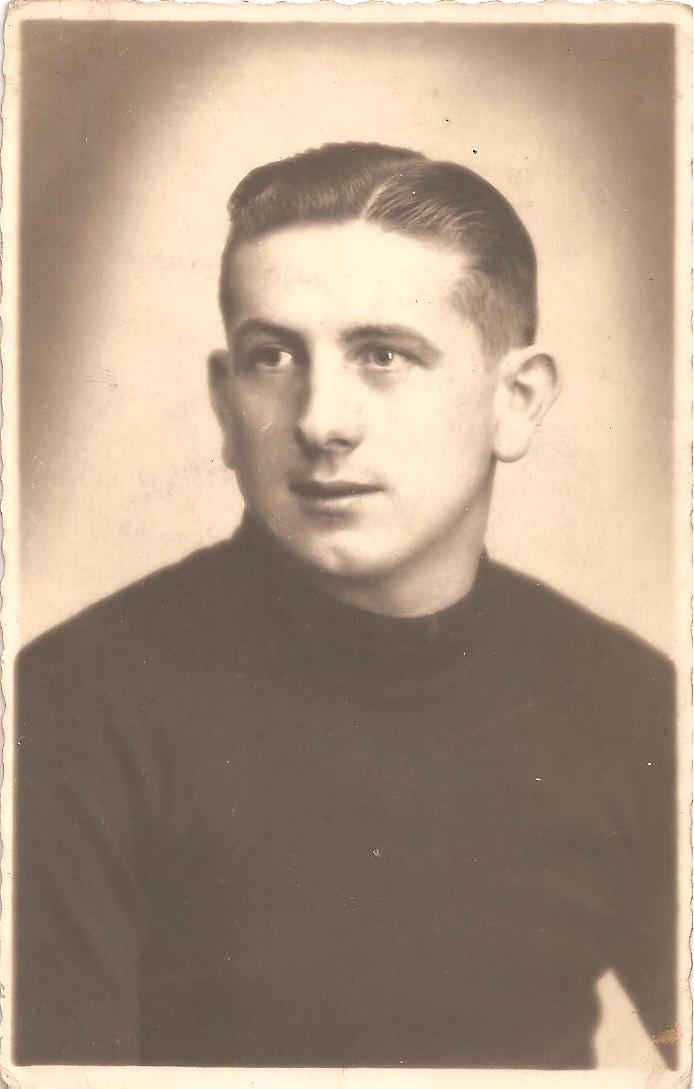
Gérard Wozniok, joueur-entraîneur après la Seconde Guerre mondiale.

Au lendemain de la Seconde Guerre mondiale et du départ de l’entraîneur Roger Cabanis en 1946, La Berrichonne fait appel à Gérard Wozniok, qui rejoint le club en tant qu'entraîneur-joueur. Âgé de 34 ans, il renforce l'équipe avec pour but de faire accéder le club au championnat de France amateur (CFA). Tout en remportant la Coupe du Centre en 1949 et en 1950, Châteauroux est promu en CFA lors de la seconde année sous la houlette de Wozniok après un doublé régional Coupe-Championnat,.
Lors de la saison 1951-1952, La Berrichonne termine troisième du groupe Ouest du CFA et Wozniok gagne le surnom de « Sorcier Berrichon ».
Au terme de la saison, le contrat de Wozniok n'est pas renouvelé. Les entraîneurs se succèdent alors. Lors de la saison 1952-1953, Charles Carville, Ambroise Torta et le tchèque Antonin Tichy se succèdent à la tête de l'équipe, qui termine huitième du groupe Centre. Pour l'exercice suivant, Joseph Rabstejnek mène le groupe berrichon à la dixième place de la poule Sud-Ouest. Vient ensuite François Maestroni qui s’occupe de toutes les équipes du club jusqu'en 1958 et la relégation de l'équipe première en DH Centre, après trois saisons en milieu de tableau,.
Sélectionné une fois en équipe de France et multiple vainqueur de la Coupe de France, Albert Dubreucq prend la suite de Maestroni. Au bout de trois ans, en 1961, La Berri retrouve le CFA. Maurice Lafont, troisième du Mondial 1958 avec la France, devient entraîneur-joueur et reste deux saisons dans l’Indre. Sous sa direction, l'équipe termine dixième, puis cinquième de son groupe. Lors de la saison 1963-1964, l'équipe de l'entraîneur Henri Burda remporte le groupe Ouest de CFA et se qualifie ainsi pour la phase finale. Le club va jusqu'en finale mais s'incline contre l'équipe réserve de l'AS Monaco, devenant toutefois vice-champion de France amateur[réf. nécessaire]. En 1965, un nouveau stade municipal est construit. La maladie emporte Burda en octobre de la même année et Léon Deladerrière, ancien ailier gauche de la sélection française, prend alors la gestion du groupe. Les rouge et bleu terminent en tête du groupe Centre de CFA, mais n’atteignent pas ensuite la finale comme deux ans auparavant. Deladerrière s'en va au terme de la saison suivante : après une troisième place en championnat, il est remplacé par Robert Vicot. En 1970, après deux sixièmes places, l'entraîneur-joueur et son club terminent sur la seconde marche du podium du groupe Ouest. À la suite de la réforme des compétitions en fin de saison, les trois premiers de chaque groupe de CFA sont promus en Division 2 désormais « open », c'est-à-dire ouvert aux clubs professionnels et amateurs. La Berrichonne de Châteauroux accède ainsi pour la première fois de son histoire à la deuxième division.

### Premier passage en Division 2 puis traversée du désert (1970-1988)
André Strappe, une des grandes vedettes du football français de l’après-guerre, vient terminer sa carrière d'entraîneur à Châteauroux. En Division 2, il rechausse les crampons de temps à autre (10 matchs et 2 buts) pour dépanner une équipe qui termine dixième pour sa première saison dans l'antichambre de l'élite français.
Pour la seconde saison en D2, le président Claude Jamet rappelle Gérard Wozniok à La Berrichonne. Formé par Wozniok et joueur en équipe première dès l'âge de 18 ans, Jamet le réintègre dans le staff. L'entraîneur fait appel au jeune Denis Mérigot, 17 ans, futur joueur important du club, qui pour ses débuts marque les deux buts de la victoire contre l'ES La Rochelle. Wozniok lance également le jeune Christian Verrier, autre futur joueur important de La Berrichonne. À la fin de la saison, Wozniok prolonge son contrat d'un an et recrute en Pologne. Son premier choix se porte sur Antoni Nieroba, vingt fois international polonais, suivi d'Antoni Piechniczek (dix sélections). Malgré quelques jolis succès, l'équipe fanion connaît une crise morale et Wozniok passe le relais à Lucien Troupel après une seizième place en 1972-1973, avant de s'occuper de l'école de football. Troupel apporte son expérience en tant qu'entraîneur mais La Berrichonne a pendant sept saisons consécutives des résultats en milieu de tableau (entre huitième et dixième, outre une treizième place lors du premier exercice et une quatorzième pour le dernier).

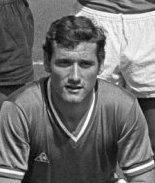
Hervé Revelli, grand buteur français ici en 1968, vient terminer sa carrière à la Berrichonne et entraîner l'équipe en même temps.

Gérard Wozniok reste très actif auprès de La Berrichonne, l'aidant à recruter d'autres internationaux polonais. En plus de Nieroba et Piechniczek, Edward Biernacki, Roman Jakóbczak et Zbigniew Kwasniewski rejoignent l'équipe. Le 17 février 1976, Wozniok fait son jubilé au stade Gaston-Petit par un match amical entre le club polonais d'Odra Opole et la Berrichonne. À l'été 1980, il assure l'intérim des entraînements avant la venue d'Hervé Revelli. Sous la direction de ce dernier, la Berrichonne de Châteauroux termine à la cinquième place du groupe B.
En Coupe de France, les rouge et bleus réalisent aussi un beau parcours. Pierre Sither et ses qualités de buteur font gagner des matchs mais le rêve s'arrête en huitième de finale et la défaite contre Lille. Malgré la victoire 1-0 à l'aller à domicile contre les pensionnaires de D1, la Berrichonne s'incline 2-0 au retour. Ce résultat est alors le meilleur parcours jamais réalisé en Coupe par le club.
Les deux saisons qui suivent sont moins glorieuses avec des exercices terminés en milieu de tableau. Revelli voit lui succéder Antoni Nieroba, qui revient entraîner son seul club français dix ans après l'avoir quitté. En 1984-1985 et 1985-1986, la Berrichonne subit deux relégations de suite. Philippe Besset reprend l'équipe en Division 4 mais, après avoir décroché la quatrième place du groupe F, laisse sa place à Lionel Sachy qui, terminant deux places au-dessus, permet au club de retrouver le troisième échelon du football hexagonal. Ce sont les deux seules saisons du club dans ce championnat de D4. Le Yougoslave Alec Hrnic prend la gestion de l'équipe mais très vite Jacky Lemée est recruté par Châteauroux. Ne parvenant pas à redresser le classement des Castelroussins, qui finissent treizièmes, il est limogé à son tour en fin de saison.

### Ascension jusqu'en Division 1 (1988-1998)

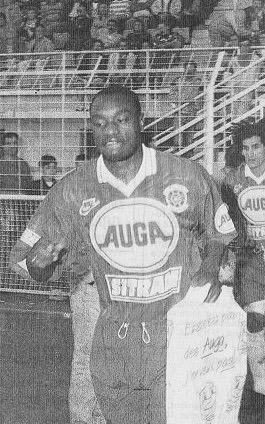
Patrick Mboma découvre le haut niveau à Châteauroux, il inscrit 22 buts en 48 matchs avec la Berrichonne.

Andrzej Szarmach, second meilleur buteur de la Coupe du monde 1974, prend l'équipe en main. Il fait venir deux internationaux polonais Jozef Luczak et Bogdan Kusmierski et après une sixième place en 1988-1989, il permet au club de retrouver la Division 2. Lors de cette saison, le club voit l'arrivée de Michel Denisot qui devient président. Claude Jamet demeure lui à la présidence du club omnisports, qu'il occupe en plus de celle de la section football depuis les années 1970.
Au terme de la saison 1990-1991 où le club remonte en Division 2, La Berri devient professionnelle. Le club se réorganise en deux structures distinctes : l'association « La Berrichonne » présidée par Thierry Sanselme et la Société anonyme à objet sportif (SAOS) présidée par Daniel Baujean. Ces deux structures sont dirigées par un conseil d'administration dont Michel Denisot devient le Président d'Honneur, [Claude Jamet restant celui des sections omnisports,.
Pour son retour au second échelon du football français, l’équipe dirigée par Joachim Marx termine à la huitième place. À la suite de la saison 1992-1993 et de la réforme du championnat de Division 2, les huit derniers de chaque poule sont relégués en National 1. La quatorzième place décrochée avec Victor Zvunka comme entraîneur ne suffit donc pas au maintien.
La Berri retrouve la D2 l'année suivante en décrochant le premier titre de champion de France de D3 de son histoire, en National 1. Les Rouges-et-Bleus s'imposent 1-0 en finale du championnat contre l'En Avant de Guingamp grâce à un but de Patrick Mboma. Suivent deux saisons dans la première moitié de tableau (cinquième puis neuvième), avant que la Berrichonne ne décroche le titre de champion de France de D2 à la fin de la saison 1996-1997, ce qui lui permet de monter en Division 1 pour la première fois de son histoire. À la fin de l'année 1996, un changement de présidence a lieu : Daniel Baujean laisse la direction de la SAOS à Thierry Sanselme, qui est remplacé par Guy Perrot à la tête de la section amateur.
Toujours sous la direction de Victor Zvunka pour sa première saison dans l'élite du football français, le club finit 17e du championnat, synonyme de relégation. En 34 matchs, la Berrichonne connaît huit victoires, sept nuls et dix-neuf défaites avec 31 buts marqués pour 59 buts encaissés. Au niveau des statistiques individuelles, Frédéric Guéguen joue le plus grand nombre de matchs dans l’élite (33) et Laurent Dufresne marque le plus de buts avec six réalisations,.

### Coupe de France et tentative européenne (1998-2005)
| Équipes     | Paris SG-Châteauroux                                                                                     |
| Résultat    | 1-0 |
| Date        | samedi 29 mai 2004.                                                                                      |
| Lieu        | Stade de France, Saint-Denis                                                                             |
| Arbitre     | Stéphane Bré                                                                                             |
| Paris SG    | Letizi - Boskovic, El-Karkouri, Pierre-Fanfan, Mendy, Déhu , Cana, Ljuboja, Pauleta 65e, M'Bami, Fiorèse |
| Châteauroux | Roche - Algerino, El-Bekri, Viator, Bertin , Fradin, Gueï, Roudet, Vandenbossche, Ferreira, Sidibé       |

Joël Bats arrive alors sur le banc et La Berrichonne termine huitième de Division 2. En septembre de la saison suivante, Bats est limogé et remplacé par Thierry Froger. Après une nouvelle huitième place et pour sa seconde saison à la tête du groupe, Froger mène l'équipe en quart de finale de la Coupe de la Ligue, éliminé par Monaco (0-1) et en huitième de finale de la Coupe de France, éliminé par Grenoble (0-2). En championnat, le club termine sixième. L'entraîneur reste en place jusqu'à la saison 2002-2003 avec une troisième huitième place en quatre saisons et une cinquième position lors de son ultime exercice sans réussir.
En octobre 2002, le club connaît un nouveau changement de président avec le retour de Michel Denisot. Patrick Trotignon devient président délégué. Victor Zvunka, revenu comme entraîneur l'année suivante, emmène l'équipe portée par une génération de jeunes prometteurs incarnée par Sébastien Roudet et Rodolphe Roche et quelques joueurs d'expérience comme Teddy Bertin et Jimmy Algerino en finale de la Coupe de France durant la saison 2003-2004 contre le Paris Saint-Germain FC. Les coéquipiers de Bertin défendent vaillamment leurs chances et le score est toujours vierge à la pause. Au stade de France, le sort du match bascule à la 65e minute lorsque Pauleta reprend victorieusement de la tête un corner de Fiorèse. Sur leur lancée, après un premier tour de Coupe UEFA perdu face au Club Bruges KV, les Castelroussins terminent la saison 2004-2005 de Ligue 2 à la cinquième place.

### Stagnation en Ligue 2 (2005-2015)
En 2005, Didier Ollé-Nicolle arrive sur le banc mais laisse sa place à Cédric Daury durant la saison qui se termine à la quinzième position. Daury reste en place jusqu'en mars 2007 où il cède sa place pour raison médicale à Frédéric Zago qui le remplace jusqu’en août de la même année après avoir mené l'équipe à la septième position. Cédric Daury revient pour la saison 2007-2008 mais laisse à nouveau sa place en février 2008. Christian Sarramagna, son adjoint, prend sa place. D'un point de vue juridique, le club devient une Société anonyme sportive professionnelle (SASP).

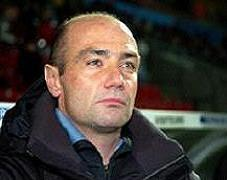
Cédric Daury, joueur au club puis entraîneur de la réserve et de l'équipe première.

La saison 2008-2009 commence avec Christian Sarramagna comme entraîneur, Michel Denisot devient vice-président et laisse sa place de président au binôme Daniel Baujean-Patrick Le Seyec. En novembre 2008, Patrick Trotignon est remplacé par Vincent Cotier en tant que président délégué. Un mois plus tard, Sarramagna se retire, il est remplacé par Dominique Bijotat avant que Baujean démissionne de la présidence et laisse Le Seyec seul au poste en janvier 2009. L'équipe termine une nouvelle fois quinzième mais atteint les quarts-de-finale de la Coupe de la Ligue. Jean-Pierre Papin prend la tête de l'équipe le 1er janvier 2010 à la suite de la démission de Bijotat et Serge Marchetti devient directeur sportif en même temps. Papin démissionne en fin de saison 2009-2010, après avoir assuré le maintien du club en Ligue 2, au terme d'une victoire 2-1 obtenue lors du dernier match de la saison face au RC Strasbourg.

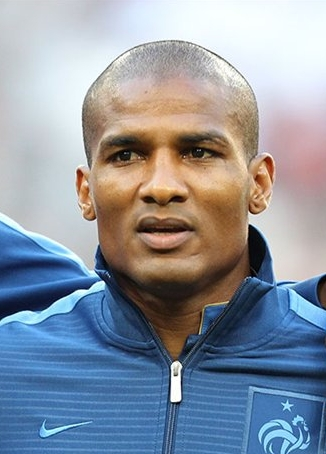
Florent Malouda, formé au club, intègre l'équipe dirigeante en 2014.

Le poste d'entraîneur va alors à Didier Tholot. Sous les ordres de ce dernier, la Berrichonne termine la saison 2010-2011 au quatorzième rang. L'exercice 2011-2012 est du même acabit, puisque les Berrichons échouent à la même place, après une saison en dents de scie.
En octobre 2013, le président Patrick Le Seyec décide de se séparer de Didier Tholot. En effet, après une seizième place en 2012-2013, la « Berri » pointe à la 18e place du classement (premier relégable), après douze journées et trois défaites d'affilée, avec neuf points au compteur. « On a eu une discussion franche et sincère avec le président, et j'ai pris acte de sa décision » confie alors Tholot. Il est remplacé par Jean-Louis Garcia. Quelques semaines plus tard, le président Le Seyec quitte son poste pour des raisons de fatigue. Michel Denisot, vice-président, n'est pas candidat et doit donc lui trouver un successeur. Thierry Schoen prend la présidence. Après un mauvais départ donc, tout le monde voit le club sauvé, fin mars, après une belle série. Mais alors que Florent Malouda est pressenti pour intégrer l'équipe dirigeante du club, des équipes comme Nîmes Olympique ou le Stade lavallois passent devant Châteauroux en raison d’un terrible final : 4 points pris sur les huit derniers matchs. Une défaite à Brest scelle les derniers espoirs de maintien lors de l’ultime journée.
Mais, durant l'été, le Luzenac AP est interdit d’accession ce qui permet à Châteauroux d'être réintégré en Ligue 2. Pascal Gastien vient prendre la gestion d'un effectif renforcé, avec les arrivées d’éléments expérimentés comme Sébastien Roudet, qui revient dans son club formateur, Laurent Bonnart ou encore le prêt de Grégory Thil. L'objectif du club avant d’entamer sa dix-septième saison consécutive en Ligue 2 est de s'y maintenir.

### Passage par le National (2015-2017)
À la suite de la 19e place obtenue lors de la saison 2014-2015, synonyme de descente en National, La Berrichonne de Châteauroux décide de se restructurer. Jérôme Leroy, jusqu'alors joueur, est nommé conseiller du président Thierry Schoen aux affaires sportives et au recrutement. Malgré la relégation, Cédric Daury est reconduit au poste d'entraîneur.
Au soir de la 33e journée de National, La Berrichonne assure l'une des deux premières places du championnat et valide son accession en Ligue 2. Elle remporte le titre de champion de National 2016-2017 au terme de la saison.

### Retour en Ligue 2 (2017-2021)
Jean-Luc Vasseur est nommé entraîneur le 6 juin 2017. Il parvient à hisser le club dans la première partie de tableau, terminant la saison à la 9e place. Le club est notamment porté par les performances de Sidy Sarr, auteur de 11 buts et 1 passe décisive, Saïd Benrahma (9 buts, 5 passes décisives) et Oumare Tounkara (5 buts, 8 passes décisives).
Le début de saison 2018-2019 s'avère plus compliqué. Après 10 journées, l'équipe n'a connu qu'à deux reprises la victoire, pour quatre nuls et quatre défaites. Vasseur paie ces mauvais résultats et est limogé le 9 octobre 2018. Olivier Saragaglia assure l'intérim le temps de la 11e journée de championnat avant que Nicolas Usaï ne fasse son arrivée le 24 octobre. Le club finit la saison à la 11e place. Le meilleur buteur en championnat est Grégory Bourillon avec 8 réalisations. À cause de la pandémie de Covid-19, la saison de Ligue 2 2019-2020 est stoppée prématurément en mars alors que seules 28 journées de championnat ont été disputées. Les hommes de Nicolas Usaï, 15e, assurent un nouveau maintien.
Sur la phase aller de l'exercice 2020-2021, l'équipe ne remporte que deux matches et pointe à la dernière place du classement. Nicolas Usaï est limogé le 13 décembre 2020, remplacé par Benoît Cauet au 1er janvier.
Le 9 mars 2021, le club passe sous pavillon saoudien, étant acquis par le United World Group qui détient également Sheffield United en Angleterre, le K Beerschot VA en Belgique, Al Hilal United aux Émirats Arabes Unis et le Kerala United en Inde.

La Berrichonne de Châteauroux est le 5ème club a intégrer United World Group en mars 2021

Au moment de la reprise du club, celui-ci est dernier de Ligue 2 après 28 journées disputées, à 8 points du barragiste, l'EA Guingamp. Dans le nouvel organigramme, Michel Denisot fait son retour à la présidence, accompagné de Patrick Trotignon en tant que directeur général. Marco Simone est nommé dans la foulée entraîneur de l'équipe première. Le club est officiellement relégué en National 1 le 30 avril à la suite de son match nul face à Rodez (34e journée, 1-1).

### Nouveau passage par le National (depuis 2021)
Marco Simone est chargé d'obtenir une remontée immédiate en Ligue 2. Après dix journées, Châteauroux n'est que 8e du championnat de National. L'entraîneur italien est donc limogé le 11 octobre 2021, trois jours après une défaite face à Concarneau, défaite qui s'est déroulée sous les yeux d'Abdallah ben Moussaed, le nouvel actionnaire majoritaire. Il est remplacé par un duo composé de Mathieu Chabert, entraîneur principal, et Karim Mokeddem, entraîneur adjoint. La berrichonne termine la saison à la 5e place.
L'année suivante, la Berrichonne se fait une frayeur dans un championnat qui compte 6 descentes. Adjoint de Mathieu Chabert, l'ancien défenseur lyonnais et sochalien Maxence Flachez est nommé à la tête de l'équipe première le 29 novembre 2022, sans amélioration des résultats. Le club se maintient à la dernière journée après une victoire (2-3) arrachée à Paris 13 Atletico. Maxence Flachez, en fin de contrat, n'est pas reconduit au terme de la saison 2022-2023. Après un passage difficile devant la DNCG, relégation en N2 en première instance, repêchage en National avec masse salariale encadrée en appel, la Berrichonne entame une 3e saison en National. Elle conserve son statut professionnel par dérogation et son centre de formation est reconduit par la FFF pour une durée de 2 ans.
En janvier 2024, le club est vendu à Stratton Oakmont Sports, l'agence sportive détenue par l'homme d'affaires Benjamin Gufflet, qui gère également le club de rugby de Dax. Le club assure un nouveau maintien tardif en National après une victoire lors de l'avant-dernière journée à Nancy (3 à 1).
Patrice Lair officie à la tête de l'équipe première pour la saison 2024-2025. La collaboration entre Lair et la Berrichonne, débutée le 12 juillet 2024, prend fin dès le 21 octobre. Au soir de la 9e journée de championnat, le club est lanterne rouge de National, ne comptant que deux victoires à son actif pour six revers. Des divergences relationnelles avec les joueurs sont également évoquées pour justifier cette décision. Cris est nommé comme entraîneur principal le 28 octobre. Les résultats ne s'améliorent néanmoins pas, Châteauroux s'installant de façon pérenne à la dernière place. Dans la nuit du lundi 14 au mardi 15 avril, la Berrichonne change de mains, Benjamin Gufflet la cédant à Djamel Zemmar. Entré au capital au mois de janvier, ce dernier avait renfloué les caisses de la Berri avec un virement de 600 000 euros. Malgré un bon parcours sur les matchs retours (6ème), le club est relégué en National 2 à l'issue de la saison 2024-2025, en terminant 16e sur 17.
Le club évolue finalement en championnat de National, suite à un repêchage administratif. Valentin Guichard est nommé entraineur principal, en provenance de Jura Sud Foot, à la tête d'un staff et d'un effectif renouvelés à plus de 90 %.

## Palmarès et résultats

### Palmarès
Le club remporte à cinq reprises le championnat de Division d'Honneur (DH). L'AS Châteauroux l’avait remporté deux fois en 1920 et 1921 avant sa fusion avec la Berrichonne Avenir Club en 1935. Le club est recordman de Coupe du Centre avec, là aussi, sept trophées en sa possession, le dernier en 2008. La Berrichonne réussit deux doublés Coupe-Championnat en 1950 et 1961 et remporte deux fois deux Coupes de suite en 1949-1950 et 1960-1961. Le club remporte aussi de multiples fois la Coupe de l'Indre, preuve de sa suprématie départementale.
À l'échelle nationale, « La Berri » est le seul club de la région Centre-Val de Loire avec le Tours FC à avoir accédé à la première division. En effet, à la suite de son titre de champion de Division 2 en 1997, l'équipe gagne le droit de défendre ses couleurs dans l'élite du football français. Il est par contre le seul club centriste à avoir participé à une Coupe d'Europe. Sa finale de Coupe de France en 2004, jouée contre le Paris SG déjà qualifié en Ligue des champions, offre à l'équipe berrichonne l'opportunité de participer à la Coupe de l'UEFA 2004-2005.
Le premier fait d'armes de La Berrichonne de Châteauroux au niveau national a lieu en 1964 où le club se hisse jusqu'en finale du championnat de France amateur. L'équipe s'incline face à l'équipe réserve de l'AS Monaco après avoir remporté le groupe Ouest. Deux ans plus tard, « La Berri » remporte le groupe Centre sans parvenir à accéder à la finale cette fois-ci. En 1994, Châteauroux remporte le championnat de National 1 ce qui lui permet de remonter en Division 2. L'année suivante, pour la première édition de la Coupe de la Ligue, le club atteint les quarts-de-finale. Son meilleur parcours dans cette compétition, qu'il réitère en 2001 et 2008.
| Compétitions nationales et européennes | Compétitions régionales et départementales |
| --- | --- |
| Championnats - Championnat de France D2 (1) - Champion : 1997 - Championnat de France D3 (2) - Champion : 1994 et 2017 - Championnat de France amateur - Vice-champion : 1964 - Vainqueur de groupe : 1964 et 1966 Coupes - Coupe de l'UEFA - Meilleure performance : premier tour en 2005 - Coupe de France - Finaliste : 2004 - Coupe de la Ligue - Meilleure performance : quart de finaliste en 1995, 2001 et 2009 | Championnats - Division d'Honneur Centre (5) - Champion : 1950, 1959, 1961, 1977 rés. et 1992 rés. Coupes - Coupe du Centre (7) - Vainqueur : 1949, 1950, 1958, 1960, 1961, 2007 et 2008 - Finaliste : 1951 - Coupe de l'Indre (15) - Vainqueur : 1937, 1939, 1942, 1944, 1950, 1951, 1963, 1971, 1974, 1977, 1979, 1985, 1986, 1991 et 1992 |

### Bilan sportif

#### Championnats
La Berrichonne de Châteauroux dispute l'essentiel de ses saisons aux deuxième et troisième niveaux nationaux du football français. Malgré un nombre important de saisons passées en Division 2 et en Ligue 2 (41), le club n'a atteint qu'une seule fois l'élite en 1997-1998. En 2014-2015, la « Berri » dispute 63e saisons au niveau national et sept au niveau régional.
| Championnat                               | Saisons | Titres | J    | V   | N   | D   | Bp   | Bc   | Diff |
| ----------------------------------------- | ------- | ------ | ---- | --- | --- | --- | ---- | ---- | ---- |
| Championnat de France                     | 1       | 0      | 34   | 8   | 7   | 19  | 31   | 59   | -28  |
| Championnat de France D2                  | 41      | 1      | 1520 | 468 | 455 | 559 | 1633 | 1868 | -235 |
| Championnat de France D3                  | 11      | 2      | 352  | 132 | 104 | 116 | 438  | 434  | +4   |
| National (1997-)                          | 6       | 1      | 202  | 75  | 60  | 67  | 258  | 260  | -2   |
| National 1 (1993-1997)                    | 1       | 1      | 30   | 16  | 10  | 4   | 40   | 16   | 24   |
| Division 3 (1970-1993)                    | 4       | 0      | 120  | 41  | 34  | 45  | 140  | 158  | -18  |
| Championnat de France D4                  | 2       | 0      | 52   | 23  | 18  | 11  | 79   | 53   | 26   |
| Division 4 (1978-1993)                    | 2       | 0      | 52   | 23  | 18  | 11  | 79   | 53   | 26   |
| Championnat de France amateur (1935-1971) | 18      | 0      | -    | -   | -   | -   | -    | -    | -    |
| Division Nationale                        | 18      | 2      | ?    | ?   | ?   | ?   | ?    | ?    | ?    |
| Phase finale                              | 2       | 0      | ?    | ?   | ?   | ?   | ?    | ?    | ?    |
| Ligue du Centre de football               | 7       | 3      | -    | -   | -   | -   | -    | -    | -    |

#### Coupes nationales
La Berrichonne de Châteauroux participe aux deux coupes organisées chaque année en France, la Coupe de France, créée en 1917 et organisée par la Fédération française de football, et la Coupe de la Ligue, créée en 1994 et organisée par la Ligue de football professionnel. Le club n'a cependant remporté aucun de ces deux trophées. En Coupe de France, ses meilleures performances sont une finale en 2004 et un quart de finale en 1995. En Coupe de la Ligue, les meilleures performances du club sont trois quarts de finale en 1995, 2001 et 2009.
| Coupe             | V | F | 1/2 | 1/4 | 1/8 | 1/16 | 1/32 |
| ----------------- | - | - | --- | --- | --- | ---- | ---- |
| Coupe de France   | 0 | 1 | 0   | 1   | 4   | 8    | 16   |
| Coupe de la Ligue | 0 | 0 | 0   | 3   | 3   | 5    |      |

#### Coupe UEFA

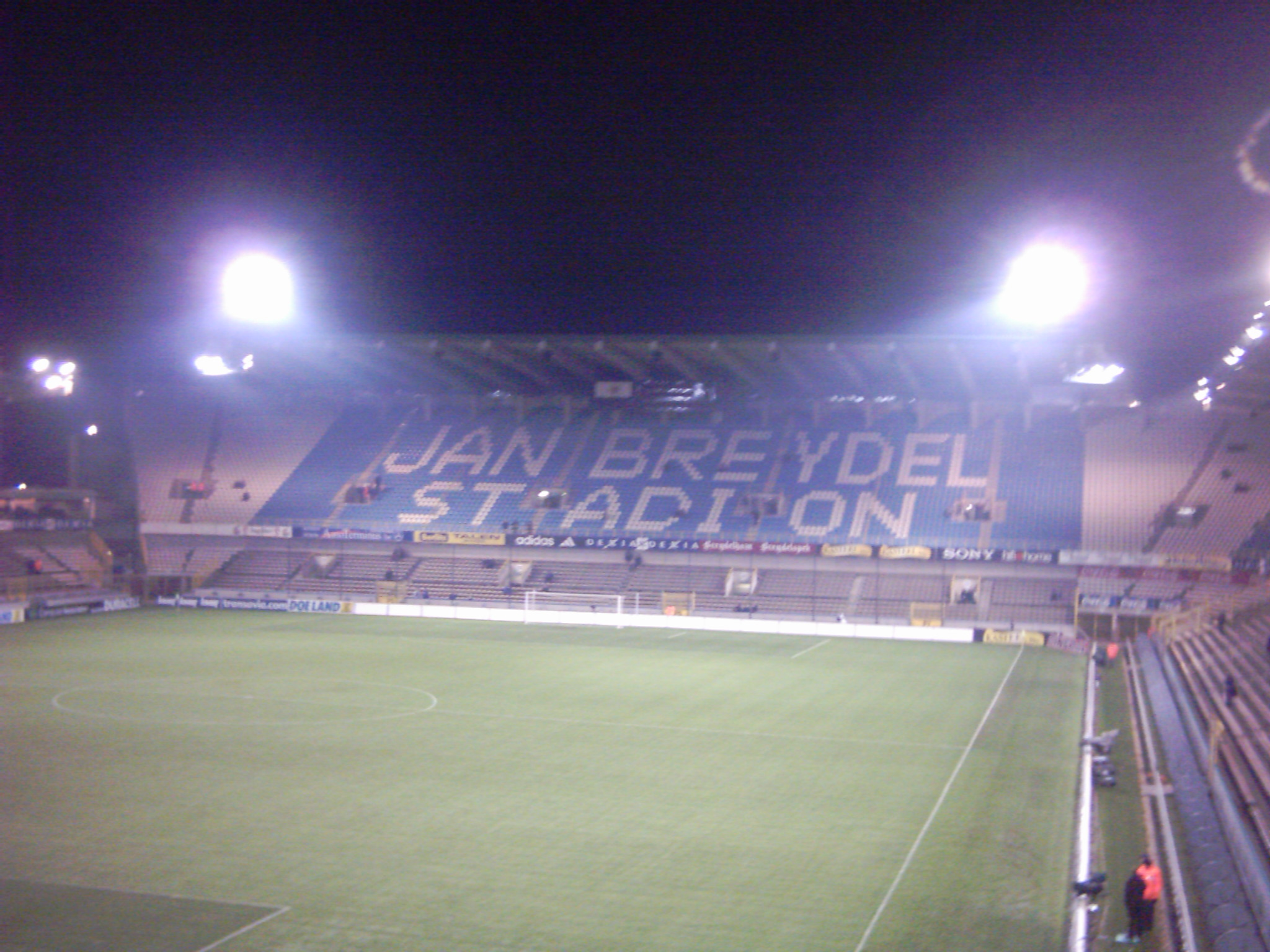
Le Jan Breydelstation, un soir de Coupe UEFA 2004-2005.

Qualifié à la suite de sa défaite en finale de la Coupe de France 2004, le club profite de la qualification du Paris Saint-Germain en Ligue des champions pour accéder l'année suivante, et pour la première fois de son histoire, à la Coupe UEFA (C3). Lors du premier tour aller de la Coupe de l'UEFA 2004-2005, à dix contre onze pendant la seconde mi-temps, les Castelroussins cèdent à plusieurs reprises face au FC Bruges. Sur leur première occasion, les leaders du championnat belge ouvrent le score par Philippe Clement (1-0, 19e). L'international tchèque David Rozehnal est ensuite retenu au bras dans la surface par Armindo Ferreira : penalty et carton rouge pour le défenseur de la « Berri ». Le capitaine Timmy Simons transforme le coup de pied de réparation (2-0, 43e). À la 79e minute, Gert Verheyen pousse le ballon dans le but vide (3-0) avant qu'Alin Stoica ne marque d'une frappe à mi-distance dix minutes plus tard. Score final : 4-0. Au match retour, la Berrichonne est de nouveau battue par le FC Bruges (2-1) sur sa pelouse du Stade Gaston-Petit. Après que Lange ouvre le score en début de match (15e), Chafni égalise pour les Castelroussins (25e). Mais Gvozdenović (31e) donne définitivement l’avantage à son équipe et le billet de la qualification en même temps.
| Entraîneur :  |
| Trond Sollied |

| Entraîneur :  |
| Victor Zvunka |

| Entraîneur :  |
| Trond Sollied |

| Entraîneur :  |
| Victor Zvunka |

| Entraîneur :  |
| Victor Zvunka |

| Entraîneur :  |
| Trond Sollied |

| Entraîneur :  |
| Victor Zvunka |

| Entraîneur :  |
| Trond Sollied |

### Records
En championnat professionnel, la plus large victoire enregistrée par La Berrichonne date du 7 octobre 2000, quand les Castelroussins gagnent 7-2 contre l'OGC Nice lors de la treizième journée de Ligue 2.
La Berrichonne de Châteauroux détient depuis 2020 le record du plus grand nombre de matchs disputés en D2/L2 avec 1 520 matchs au compteur, et l'un des recordman du plus grand nombre de saison (41 - à égalité avec Besançon). Elle est le deuxième club le plus titré du championnat de National à égalité avec Clermont Foot 63, Nîmes Olympique et le SC Bastia (2 titres chacun), derrière le Red Star FC (3 titres).

## Image et identité

### Historique des couleurs
| Premier maillot (1916) | Tenue traditionnelle | Saison · 2012-2013 |

Les couleurs du club évoluent à plusieurs reprises au cours de son histoire. En effet, les couleurs historiques de La Berrichonne sont le blanc et le rouge. Puis, à la suite de la fusion avec l'AS Châteauroux en 1935, qui évolue en violet et blanc, un compromis est fait. Les bandes verticales rouge de la Berrichonne et la couleur violet de l'ASC sont conservées. Au fil des années, le violet devient bleu.
Dans les années 1960, le club joue à domicile avec un maillot fait de fines rayures bleu et rouge avec short et chaussettes bleu. Au début des années 1970, une tenue entièrement bleu ciel est utilisé. Pour la saison 1975-1976, un équipement rouge avec des motifs bleus sur les manches et sur le col fait son apparition. L'année suivante, les couleurs sont inversées.
Dans les années 1990, bleu et rouge sont alternés au fil des années avec une part plus ou moins importante de blanc. Pour la saison 1994-1995, l'équipe berrichonne adopte un maillot très proche de celui du Paris Saint-Germain avec une barre verticale centrale rouge encadrée par des liserés blancs, le reste du maillot étant bleu. Pour la montée en Division 1, le club ressort le maillot « traditionnel » avec les bandes verticales bleu et rouge. En 1998-1999, le maillot bleu ciel ressurgi.
| Tenue traditionnelle | Saison · 2012-2013 |

Au gré des saisons, le club reste fidèle à ses couleurs, même si les motifs du maillot changent (rayures ou non, bleu avec les épaules ou les flancs rouges, etc.). En 2013-2014, une rupture est faite avec la réapparition d'un bleu plus foncé, plus proche de celui du logo. La tunique berrichonne contient aussi deux bandes rouges, une verticale passant par le logo au niveau du cœur et une faisant le tour de la manche droite. Ce maillot surprend par la proportion des sponsors, pas moins de six sont présents sur le devant du maillot. En 2014-2015, le tiers haut est rouge, le reste du bleu du logo avec un scapulaire des deux couleurs entre les deux.
Le premier maillot connu pour les matchs à l'extérieur est totalement blanc avec différents motifs rouges sur les manches et sur le col. Durant l'histoire, La Berrichonne joue le plus souvent de cette couleur en dehors de ses bases outre les saisons d'alternances bleu-rouge avec le maillot à domicile. En 1996-1997, un nouveau rappel par rapport au PSG avec un maillot toujours blanc mais une barre verticale centrale rouge encadré par des liserés bleu. En 2013-2014, la Berri sort deux maillots extérieur. L'un blanc et très simple, l'autre est fait d'un fondu entre le orange des épaules et le jaune à la taille.

### Nom et logo
En 1920, La Berrichonne fusionne avec l'Avenir Club de Châteauroux pour former le Berrichonne Avenir Club en mélangeant le nom des deux clubs. En 1935, le Berrichonne Avenir Club et l'Association sportive de Châteauroux fusionnent à leur tour pour former l'entité actuelle.[réf. nécessaire]
Sur un des premiers logo du club, on y voit un personnage en train de courir avec le sigle de l'équipe, LBC, inscrit sur la poitrine, le tout entouré d'un cercle où est inscrit « La Berrichonne Châteauroux » en lettres majuscules. En 1990, un nouveau logo est dessiné. L'inscription « L.B.C » est conservée sur un bandeau bleu clair au centre d'un rond qui peut vouloir représenter un ballon de football rouge-orange. Il est conservé quinze ans avant d'être retouché au point de vue des couleurs. En effet, le rouge est le bleu deviennent plus foncés aux couleurs du drapeau de la ville de Châteauroux.
| Avenir Club de Châteauroux (....-1920) | Avenir Club de Châteauroux (....-1920) | Avenir Club de Châteauroux (....-1920) | Avenir Club de Châteauroux (....-1920) | Avenir Club de Châteauroux (....-1920) | Avenir Club de Châteauroux (....-1920) |                                     |                                     | La Berrichonne (1916-1920)          | La Berrichonne (1916-1920)          | La Berrichonne (1916-1920)                  | La Berrichonne (1916-1920) | La Berrichonne (1916-1920) | La Berrichonne (1916-1920) |  |  |                                                 |                                                 |                                                 |                                                 |                                                 |                                                 |  |  |  |  |  |  |  |  |
| Avenir Club de Châteauroux (....-1920) | Avenir Club de Châteauroux (....-1920) | Avenir Club de Châteauroux (....-1920) | Avenir Club de Châteauroux (....-1920) | Avenir Club de Châteauroux (....-1920) | Avenir Club de Châteauroux (....-1920) |                                     |                                     | La Berrichonne (1916-1920)          | La Berrichonne (1916-1920)          | La Berrichonne (1916-1920)                  | La Berrichonne (1916-1920) | La Berrichonne (1916-1920) | La Berrichonne (1916-1920) |  |  |                                                 |                                                 |                                                 |                                                 |                                                 |                                                 |  |  |  |  |  |  |  |  |
|                                        |                                        |                                        |                                        | Berrichonne Avenir Club (1920-1935)    | Berrichonne Avenir Club (1920-1935)    | Berrichonne Avenir Club (1920-1935) | Berrichonne Avenir Club (1920-1935) | Berrichonne Avenir Club (1920-1935) | Berrichonne Avenir Club (1920-1935) |                                             |                            |                            |                            |  |  | Association sportive de Châteauroux (1919-1935) | Association sportive de Châteauroux (1919-1935) | Association sportive de Châteauroux (1919-1935) | Association sportive de Châteauroux (1919-1935) | Association sportive de Châteauroux (1919-1935) | Association sportive de Châteauroux (1919-1935) |  |  |  |  |  |  |  |  |
|                                        |                                        |                                        |                                        | Berrichonne Avenir Club (1920-1935)    | Berrichonne Avenir Club (1920-1935)    | Berrichonne Avenir Club (1920-1935) | Berrichonne Avenir Club (1920-1935) | Berrichonne Avenir Club (1920-1935) | Berrichonne Avenir Club (1920-1935) |                                             |                            |                            |                            |  |  | Association sportive de Châteauroux (1919-1935) | Association sportive de Châteauroux (1919-1935) | Association sportive de Châteauroux (1919-1935) | Association sportive de Châteauroux (1919-1935) | Association sportive de Châteauroux (1919-1935) | Association sportive de Châteauroux (1919-1935) |  |  |  |  |  |  |  |  |
|                                        |                                        |                                        |                                        |                                        |                                        |                                     |                                     |                                     |                                     |                                             |                            |                            |                            |  |  |                                                 |                                                 |                                                 |                                                 |                                                 |                                                 |  |  |  |  |  |  |  |  |
|                                        |                                        |                                        |                                        |                                        |                                        |                                     |                                     |                                     |                                     | La Berrichonne de Châteauroux (depuis 1935) |                            |                            |                            |  |  |                                                 |                                                 |                                                 |                                                 |                                                 |                                                 |  |  |  |  |  |  |  |  |
|                                        |                                        |                                        |                                        |                                        |                                        |                                     |                                     |                                     |                                     |                                             |                            |                            |                            |  |  |                                                 |                                                 |                                                 |                                                 |                                                 |                                                 |  |  |  |  |  |  |  |  |

## Personnalités du club

### Historique des dirigeants
Le 17 novembre 1883, M. Hidien, constructeur de machines agricoles, est nommé président de l'association mais se retire quelques jours plus tard pour laisser sa place à Alfred Leune, professeur de philosophie au lycée de la ville. En 1886, Théodore Vacher devient président, il garde le poste neuf années et M. Guillaume lui succède. En 1904, Léon Talichet est nommé président et M. Guillaume devient président d'honneur du club omnisports. Pendant 30 ans, Talichet dirige le club, sous sa direction on voit notamment l'inauguration du Parc des Sports en janvier 1906, la création de la première équipe de football dix plus tard et enfin la fusion entre La Berrichonne et l'Avenir Club de Châteauroux pour devenir le Berrichonne Avenir Club (BAC) en 1920. En 1925, Henri Brossard prend ensuite le fauteuil, il est le grand-père d’Hervé, membre du conseil d’administration en 2013. En 1935, une nouvelle fusion se produit entre la BAC et l'Association Sportive de Châteauroux (ASC), le nouveau club se nomme La Berrichonne. Victor Helin, pharmacien, est porté à la présidence. Il devient un supporter inconditionnel du club, entouré de messieurs Duquesne, vice-président et directeur sportif de la section football, et André Brunet, secrétaire général. M. Talichet est nommé président d'honneur,.

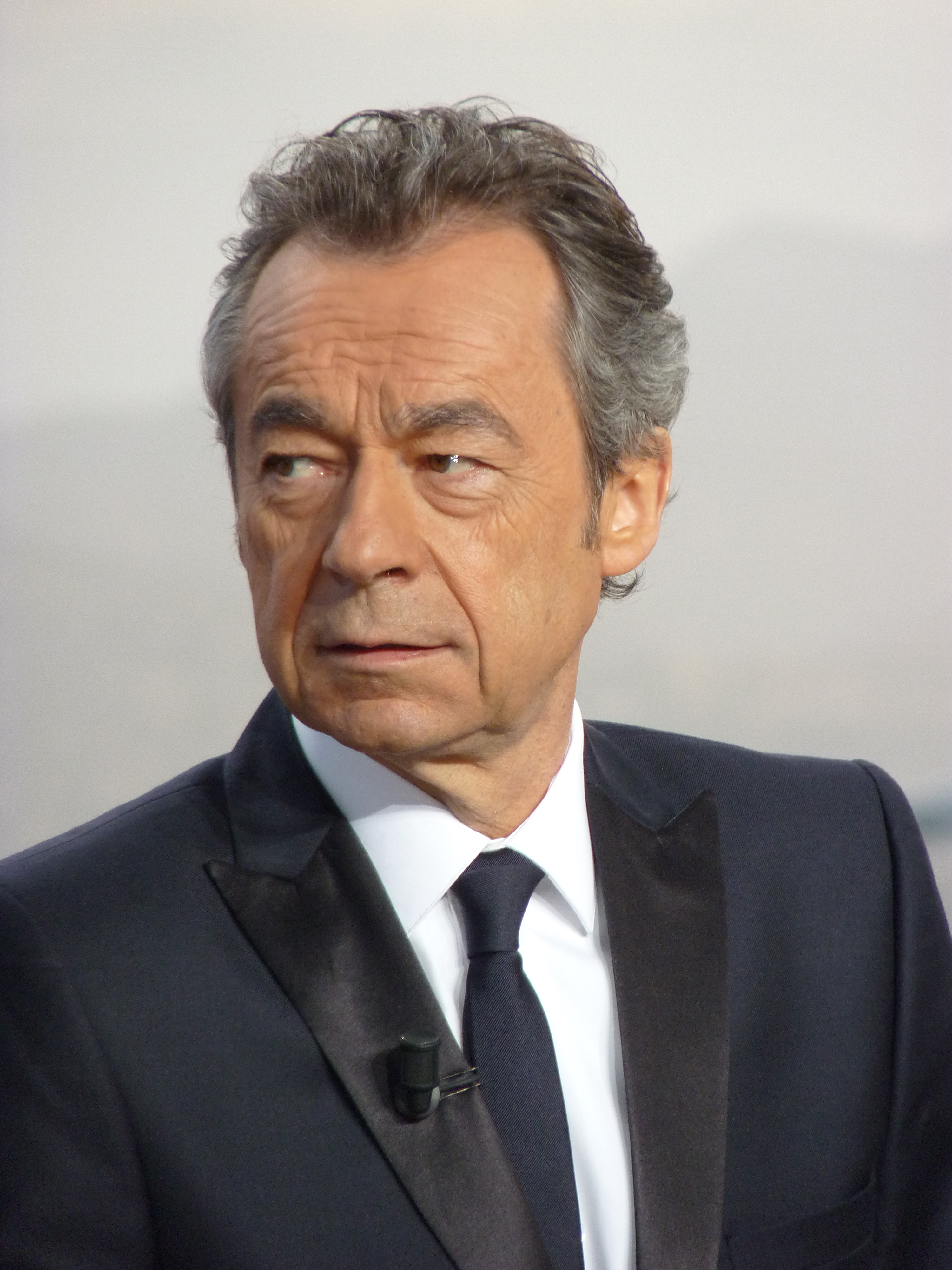
Michel Denisot, ici en 2012, président du club à trois reprises.

Puis Jacques Lacour prend la présidence pendant 28 ans. C’est lui qui transmet le flambeau à Claude Jamet en 1974 pour la présidence de l’association omnisport. Il est un président très efficace après une carrière de joueur bien remplie, étant appelé en équipe de France amateur à cette époque de l’après-guerre. C’est lui, en tant que président, qui fait venir au poste d’entraîneur les plus grands joueurs de l’époque, tous internationaux : Dubreucq, Laffont, Deladerrière, Strappe et autres Hervé Revelli. Son souvenir le plus heureux est celui de ce jour de mai 1964 où la « Berri » dispute et perd le titre de champion de France amateur à Monaco où il est assis dans la tribune officielle entre le Prince Rainier et Grace Kelly.
Le 1er avril 1989, le FC Bourges reçoit la Berrichonne pour le compte du championnat de Division 3. Malgré une défaite 2 à 0, c'est le moment de la rencontre qui scelle le fameux tandem Denisot-Trotignon qui conduit le club vers les sommets à venir et l’aventure réussie du professionnalisme. Cette même année, Michel Denisot devient donc président de l'association. À sa demande, Patrick Trotignon accepte le poste de manager à Châteauroux, avec pour mission de structurer le club, du centre de formation à l'équipe fanion. Trotignon vit la remontée en Ligue 2 jusqu'à son départ en 1997, l'année de l'accession de la « Berri » en Ligue 1,.
Entretemps la présidence passe à Daniel Baujean en 1991, puis Thierry Sanselme en 1996. En 2002, c'est le retour de Michel Denisot et Patrick Trotignon. Trotignon revient à la demande du président Sanselme, toujours au poste de manager, lorsque la « Berri » connaît quelques difficultés financières. Son second passage dure six ans, et correspond aux dates du second mandat de Michel Denisot à la présidence du club mais désormais de la société anonyme.
Puis le duo Daniel Baujean/Patrick Le Seyec est à la présidence en 2008 avant que Le Seyec ne continue seul à porter le flambeau l'année suivante.
En décembre 2013, Patrick Le Seyec laisse sa place de président à Thierry Schoen à l'issue du conseil d'administration du club. Le nouvel homme fort de la Berrichone est entouré par quatre vice-présidents, dont Michel Denisot.
Le 9 mars 2021, le club est racheté par United World Group. L'homme fort de United World est le prince saoudien Abdullah Bin Mosaad, connu pour avoir fait fortune dans les années 90 avec son entreprise de fabrication de papier. Il détient plus des deux tiers des parts de la SASP Berrichonne de Châteauroux. L'autre homme fort est Abdullah Alghamdi, le Directeur général de United World, dont la holding est basé à Genève. Dans l'Indre, ils nomment des figures historiques avec le retour de Michel Denisot et Patrick Trotignon.
Le 9 février 2024, la Berrichonne de Châteauroux a tenu son assemblée générale extraordinaire validant la prise de pouvoir de Benjamin Gufflet.
| Rang | Nom             | Période   |
| ---- | --------------- | --------- |
| 1    | M. Hidien       | 1883      |
| 2    | Alfred Leune    | 1883-1886 |
| 3    | Théodore Vacher | 1886-1895 |
| 4    | M. Guillaume    | 1895-1904 |
| 5    | Léon Talichet   | 1904-1925 |
| 6    | Henri Brossard  | 1925-1934 |
| 7    | Victor Hélin    | 1934-1945 |
| 8    | Jacques Lacour  | 1945-1974 |
| 9    | Claude Jamet    | 1974-1989 |
| 10   | Michel Denisot  | 1989-1991 |

| Rang | Nom                    | Période   |
| ---- | ---------------------- | --------- |
| 11   | Daniel Baujean         | 1991-1996 |
| 12   | Thierry Sanselme       | 1996-2002 |
| 13   | Michel Denisot (2)     | 2002-2008 |
| 14   | D. Baujean et Le Seyec | 2008      |
| 15   | Patrick Le Seyec       | 2009-2013 |
| 16   | Thierry Schoen         | 2013-2021 |
| 17   | Michel Denisot (3)     | 2021-2023 |
| 18   | Patrick Trotignon      | 2023-2024 |
| 19   | Benjamin Gufflet       | 2024-2025 |
| 20   | Djamel Zemmar          | 2025-     |

### Historique des entraîneurs
Si le club omnisports nait en 1883, la section football date de 1916. C’est 32 ans plus tard, en 1938, qu’elle se dote d’un premier entraîneur en la personne de M. Roder. On le retrouve après la Seconde Guerre mondiale, il s’adjoint les services de Robert Cabanis. Le premier entraîneur mythique se nomme Gérard Wozniak, le « sorcier berrichon », de 1947 à 1952. Claude Jamet, futur président du club, est alors son capitaine.

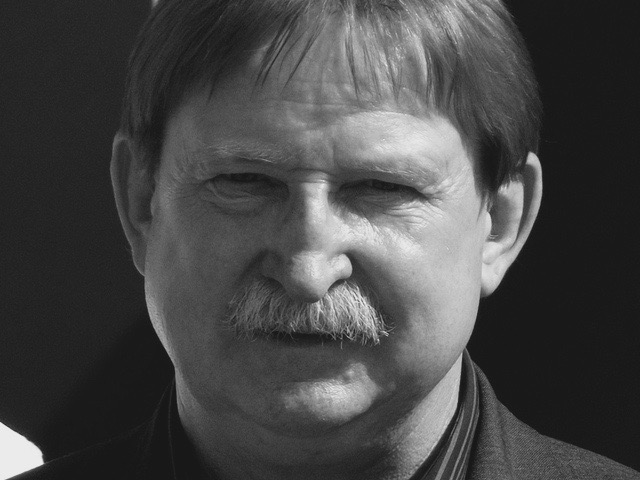
Andrzej Szarmach dirige l'équipe de 1989 à 1991.

François Maestroni, avec son béret et son vélo marqué la deuxième moitié des années 1950. On l’appelle alors « patron », bon pédagogue pendant des années il s’occupe de toutes les équipes du club. Des grands noms du football français se succédèrent : Albert Dubreucq, plusieurs fois vainqueur de la Coupe de France, Maurice Lafont, troisième de la Coupe du monde avec l’Équipe de France en 1958, Léon Deladerrière, ailier gauche virevoltant de la sélection, mais aussi Robert Vicot et Henri Burda, que la maladie emporte et le prive d’une belle carrière d’entraîneur. C’est lui qui, le premier amène la « Berri » en finale de CFA contre la réserve de l'AS Monaco. Gérard Wozniak revient près de 20 ans plus tard pour sauver le club en perdition après une pige ratée d'André Strappe, une des grandes vedettes du football français de l’après-guerre. Durant son passage dans le Berri, Robert Vicot est l'un des premiers entraîneurs à mettre en place l'échauffement collectif.

Victor Zvunka, l'entraîneur des grands rendez-vous

Lucien Troupel apporte sa science du football et Hervé Revelli son expérience du plus haut niveau, lui qui fut un des plus grands buteurs français à l'AS Saint-Étienne aussi bien qu’en Équipe de France. Lui succèdent, entre autres, des noms prestigieux du football international : Antoni Nieroba, capitaine de l’équipe de Pologne ou encore Andrzej Szarmach, second meilleur buteur de la Coupe du monde 1974 en Allemagne.
En 1992, Victor Zvunka arrive et illumine de son aura cinq saisons avec une montée en Division 1 en 1997. Joël Bats, l’un des plus glorieux gardiens français, ne réussit pas ce qu'il veut mettre en place lors de la saison 1998-1999. Thierry Froger lui succède avant le retour de Zvunka pour une finale de Coupe de France qui draine plus de 20 000 berrichons au Stade de France en mai 2004. L’autre fait sportif marquant du club avec la montée en D1.
Nommé en juin 2005, Didier Ollé-Nicolle est écarté de l'équipe professionnelle en mars 2006 à la suite de quatre défaites consécutives et une quinzième place de Ligue 2. Il laisse sa place à Cédric Daury, entraîneur de l'équipe réserve. Daury qui quitte provisoirement ses fonctions un an plus tard pour cause de maladie. « Subissant de plein fouet la réalité brutale de la maladie (cancer de la parotide), je vais concentrer mes efforts et toute mon énergie pour guérir au plus vite », explique-t-il dans un communiqué. Il sera remplacé jusqu'à la fin de la saison par Frédéric Zago et indique compter être guéri pour pouvoir préparer la saison 2007-2008.

Mais en février 2008, Cédric Daury laisse à nouveau sa place à Christian Sarramagna cette fois-ci. Un poste dont Sarramagna se retire en décembre 2008 à l'issue du nul contre Nîmes (0-0). Après 17 journées de L2, son club compte 17 points et occupe la 18e place. L'entraîneur espère alors que son retrait « provoquera une prise de conscience du groupe professionnel et placera chacun devant ses responsabilités ». L'intérim est assuré par ses adjoints Nicolas Weber et Denis Mérigot tandis que Sarramagna retrouve son poste de coordinateur technique de la Berrichonne qu'il occupe depuis l'été 2007. Dominique Bijotat prend sa succession sur le banc pendant douze mois. En effet, Bijotat donne sa démission du poste d'entraîneur en décembre 2009. Châteauroux termine alors l'année sur une défaite à domicile contre l'AC Ajaccio 2 à 1 et occupe la seizième place du classement de la L2 à deux points du premier relégable. Malgré trois victoires lors des trois premières journées, Dominique Bijotat et ses joueurs occupent la place de leader après les troisième et quatrième journées. Mais après être restés invaincus pendant les six premiers matches de la saison, ils multiplient ensuite les mauvais résultats pour n'engranger que onze points supplémentaires en quinze matches (deux victoires et cinq nuls contre huit défaites). Fin novembre, Châteauroux connait également l'affront d'une élimination en Coupe de France face à Saumur (CFA), pour son entrée dans la compétition. C'est l'ancien international français Jean-Pierre Papin qui prend place sur le banc berrichon. « JPP » annonce son départ au terme de la saison après que la « Berri » ait sauvé sa place en Ligue 2 en s'imposant face au RC Strasbourg (2-1), lors de la dernière journée de championnat.

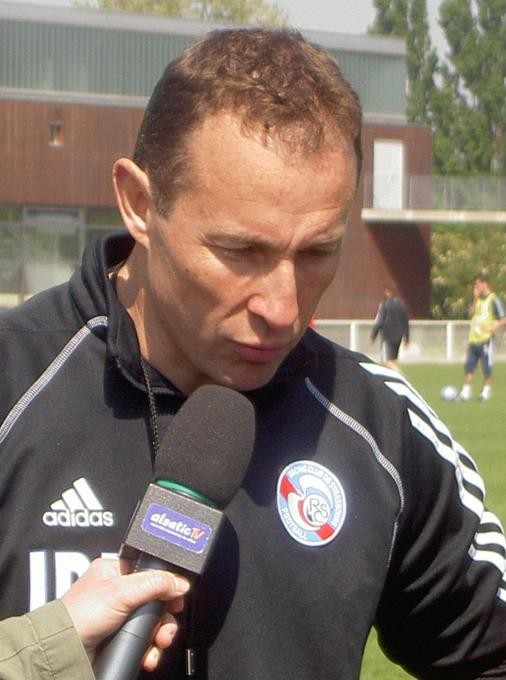
Jean-Pierre Papin arrive en novembre 2009 pour redresser l'équipe, il part à la fin de la saison.

Didier Tholot devient alors entraîneur des rouge et bleu. En fin de contrat en juin 2012, le technicien de la Berrichone paraphe un nouveau bail de deux ans quelques mois avant, tandis que Châteauroux est toujours en course pour la montée, septième de Ligue 2 à quatre points du podium. Il est cependant licencié à quelques mois de la fin de son nouveau contrat, en octobre 2013. Battue à Nîmes et concédant son 30e match consécutif sans victoire à l’extérieur, la Berrichonne se classe alors 18e de Ligue 2. Jean-Louis Garcia le remplace jusqu'à la fin de la saison. C'est Pascal Gastien qui est choisi pour prendre la tête de l'équipe, maintenue administrativement en Ligue 2, pour la saison 2014-2015. Il sera démis de ses fonctions le lundi 9 février 2015 à la suite des mauvais résultats de l'équipe. Cédric Daury effectue donc son retour au club le 17 février 2015. L'équipe se trouve alors en 19e position à 6 points du premier non relégable. Elle ne sera pas sauvée.
La saison suivante, la Berri nomme Michel Estevan comme entraîneur. À la suite d'une affaire judiciaire, il sera remplacé par Olivier Saragaglia qui assurera un interim parfait avec 4 victoires et 3 matchs nuls pour décrocher une accession loin d'être acquise. De retour en ligue 2, le club fera confiance à Jean-Luc Vasseur qui ne restera qu'une saison, avant de se spécialiser dans le foot féminin. Nicolas Usaï lui succédera pendant 2,5 ans, après un nouvel intérim d'Olivier Saragaglia. Ce sera le dernier coach à rester en poste relativement longtemps, la Berrichonne devenant consommatrice d'entraîneurs. Ni Marco Simone, ni Mathieu Chabert ne termineront la saison qu'ils auront entamés.
Olivier Saragaglia devient entraîneur principal pour la saison 2023/2024, après avoir réalisé un troisième interim en 2020, lors d'une saison où la Berrichonne aura  "consommé" pas moins de 4 entraîneurs. Il a obtenu ses diplômes pendant sa période de 2 saisons passées au CS Sedan Ardennes, où le club termine 8e puis 7e malgré des moyens limités. À partir du 19 février 2024, il est assisté d'Antoine Sibierski, qui prend la place d'entraîneur principal à la suite de la défaite contre Epinal (1-4 à domicile).
Le 12 juillet 2024, Patrice Lair est nommé entraîneur de la Berrichonne de Châteauroux et sera accompagné de son adjoint : Jaroslav Plasil.
| Période   | Nom                                     |
| --------- | --------------------------------------- |
| 1938-1943 | Roder                                   |
| 1943-1946 | Robert Cabanis                          |
| 1946-1947 | Le Guyader puis A. Torta puis P. Roy    |
| 1947-1952 | Gérard Wozniok                          |
| 1952-1953 | C. Carville puis A. Torta puis A. Tichy |
| 1953-1954 | Joseph Rabstejnek                       |
| 1954-1958 | François Maestroni                      |
| 1958-1961 | Albert Dubreucq                         |
| 1961-1963 | Maurice Lafont                          |
| 1963-1965 | Henri Burda                             |
| 1965-1967 | Léon Deladerrière                       |
| 1967-1970 | Robert Vicot                            |
| 1970-1971 | André Strappe                           |
| 1971-1973 | Gérard Wozniok                          |

| Période   | Nom                 |
| --------- | ------------------- |
| 1973-1980 | Lucien Troupel      |
| 1980-1981 | Gérard Wozniok      |
| 1981-1983 | Hervé Revelli       |
| 1983-1985 | Antoni Nieroba      |
| 1985-1986 | Philippe Leroux     |
| 1986      | Kérim Ibrahim       |
| 1986-1987 | Philippe Besset     |
| 1987-1988 | Lionel Sachy        |
| 1988      | Alec Hrnic          |
| 1989      | Jacky Lemée         |
| 1989-1991 | Andrzej Szarmach    |
| 1991-1992 | Joachim Marx        |
| 1992-1998 | Victor Zvunka       |
| 1998-1999 | Joël Bats           |
| 1999-2003 | Thierry Froger      |
| 2003-2005 | Victor Zvunka       |
| 2005-2006 | Didier Ollé-Nicolle |

| Période   | Nom                  |
| --------- | -------------------- |
| 2006-2007 | Cédric Daury         |
| 2007      | Frédéric Zago        |
| 2007-2008 | Cédric Daury         |
| 2008      | Christian Sarramagna |
| 2008      | N.Weber et D.Mérigot |
| 2008-2009 | Dominique Bijotat    |
| 2009-2010 | Jean-Pierre Papin    |
| 2010-2013 | Didier Tholot        |
| 2013-2014 | Jean-Louis Garcia    |
| 2014-2015 | Pascal Gastien       |
| 2015-2016 | Cédric Daury         |
| 2016-2017 | Michel Estevan       |
| 2017-2018 | Jean-Luc Vasseur     |
| 2018-2020 | Nicolas Usaï         |
| 2021      | Benoît Cauet         |

| Période   | Nom                          |
| --------- | ---------------------------- |
| 2021      | Marco Simone                 |
| 2021-2022 | Mathieu Chabert              |
| 2022-2023 | Maxence Flachez              |
| 2023      | Romain Chevrier              |
| 2023-2024 | Olivier Saragaglia           |
| 2024      | Antoine Sibierski            |
| 2024      | Patrice Lair Jaroslav Plasil |
| 2024-2025 | Cris                         |
| 2025-     | Valentin Guichard            |

### Joueurs emblématiques
| Rang | Nom               | Buts | Carrière au club |
| ---- | ----------------- | ---- | ---------------- |
| 1    | Yvon Delestre     | 70   | 1973-75 & 78-82  |
| 2    | Laurent Dufresne  | 53   | 1996-01 & 07-08  |
| 3    | Christian Verrier | 39   | 1971 - 1981      |
| 4    | Pierre Sither     | 37   | 1980 - 1982      |
| -    | Denis Mérigot     | 37   | 1971-72 & 78-87  |
| 6    | Sébastien Roudet  | 35   | 1998-04 & 14-15  |
| 7    | Bruno Roux        | 34   | 1994 - 1996      |
| 8    | Bernard Ferrigno  | 33   | 1976 - 1978      |
| -    | Jacob Mulenga     | 33   | 2004 - 2009      |
| 10   | Jason Mayele      | 32   | 1994 - 1999      |
| -    | Sadou Boukari     | 32   | 1985 - 1994      |

| Rang | Nom                 | Matchs | Carrière au club |
| ---- | ------------------- | ------ | ---------------- |
| 1    | Raymond Olejnik     | 355    | 1968 - 1981      |
| 2    | Philippe Besset     | 298    | 1973-76 & 77-87  |
| 3    | Vincent Fernandez   | 286    | 1994-96 & 04-12  |
| 4    | Christian Verrier   | 271    | 1971 - 1981      |
| 5    | Armindo Ferreira    | 267    | 1999 - 2006      |
| 6    | Yannick Mboné       | 245    | 2015-2022        |
| 7    | Denis Mérigot       | 219    | 1971-72 & 78-87  |
| 8    | Sébastien Roudet    | 212    | 1998-04 & 14-15  |
| 9    | Opa Sanganté        | 208    | 2016-2023        |
| 10   | Jean-Christian Lang | 206    | 1974 - 1980      |

Ce n’est qu’à partir de 1916 que l’on entend parler de football à La Berrichonne, avec des gymnastes, lycéens et militaires constituant une équipe. Des joueurs comme Pierre Nivet, joueur puis dirigeant du club, forment l'équipe d'alors. Les premiers entraînements ont lieu vingt ans plus tard, durant les premiers congés payés, à l’ancien Parc des Sports, route de La Châtre. En 1931, l'AS Châteauroux est sacrée championne du Centre avec des joueurs qui, par la suite, font les beaux jours de La Berrichonne à la suite de la fusion des deux entités. En 1938, Orfeo Poleschi, juniors de La Berri, est sélectionné par la Ligue du Centre pour la finale du Concours du plus jeune footballeur à Paris. En 1960, Christian Cochet remporte ce concours, il est le fils de Serge, joueur majeur du club berrichon dans les années 1940. Le premier joueur connu est Roger Mindonnet. Formé à la « Berri », il en est le premier sélectionné en équipe de France. Il quitte le club en 1945 pour le Red Star où il commence une carrière professionnelle qui le conduit ensuite à Strasbourg, Nice puis Nancy dont il devient le capitaine. Il est aussi deux fois finaliste de la Coupe de France. À noter que Mindonnet est en famille avec Thierry Sanselme, le premier président de la Berrichonne sous l’ère professionnelle.
Arrivé comme entraîneur-joueur, Gérard Wozniak révèle bien des joueurs dans les années 1950 qui suivent, dont René Schoen, un gardien venu d’Alsace. Il fait les premiers beaux jours de la Berri et son fils Thierry devient président du club en 2013. Wozniak renforce l'équipe avec notamment l'arrivée de Stanis. Raymond Turpin et Ambroise Torta assure la défense berrichonne pendant toute leur carrière et portent le brassard de capitaine plusieurs saisons chacun. Torta revient plus tard comme dirigeant et conseiller technique. À son arrivée au club, Wozniak donne sa chance à un jeune gardien de l'ASPO Tours nommé Lepot. À tour de rôle, ils occupent les filets de La Berrichonne. Claude Jamet, issu de La Lycéenne de Châteauroux, vient très tôt garnir les rangs de La Berri en minime, benjamin, cadet puis juniors. Il fait partie de l'équipe qui accède en CFA en 1950 et devient un joueur important au poste de stoppeur. Au moment d'arrêter le terrain, Jamet devient président de la section football puis succède à Jacques Lacour à la tête du club. Michel Jacquet est également un défenseur impitoyable dans son couloir droit. L’entraîneur-joueur Albert Dubreucq est lui habile dans l'exercice des coups francs. Mais ce sont les années 1960 qui marquent durablement le club. En 1964, la Berri entraînée par Henri Burda, parvient jusqu’en finale du CFA chez l'équipe réserve de l'AS Monaco. Malgré la défaite, c’est la saison globale qui est exceptionnelle avec Gérard Marcon arrière latéral, Jean-Claude Perreau et Jean-Pierre Chiarotto. On retrouve aussi Guy Perrot, milieu de terrain élégant et infatigable, Jacques Hivert, ailier percutant, et Yvon Gob, buteur hors pair. Daniel Ugolini marque aussi la fin des années 1960.
Les années 1970 révèlent quelques joueurs fameux. Raymond Olejnik est recordman de matchs joués sous le maillot de La Berrichonne. Denis Mérigot, international juniors, est lui le plus jeune buteur de l’histoire de la Berri. Contre La Rochelle, pour son premier match, il marque les deux buts de la victoire à peine 17 ans. Après avoir joué la Coupe d’Europe avec le FC Nantes, il revient faire les beaux jours de la Berri et devient ensuite éducateur, entraîneur et intendant. Avec Châteauroux en version Lucien Troupel, on note l’éclosion d’un autre jeune du cru, Christian Verrier, attaquant actif. Une attaque où s’installe Yvon Delestre, un avant-centre renard des surfaces doté d'une bonne frappe de balle et meilleur buteur de l'histoire castelroussine. Il est le buteur patenté de l’équipe et joue en équipe de France amateur. France Football le désigne meilleur joueur de la D2, demeurant le seul joueur de La Berri à avoir eu cette distinction,.

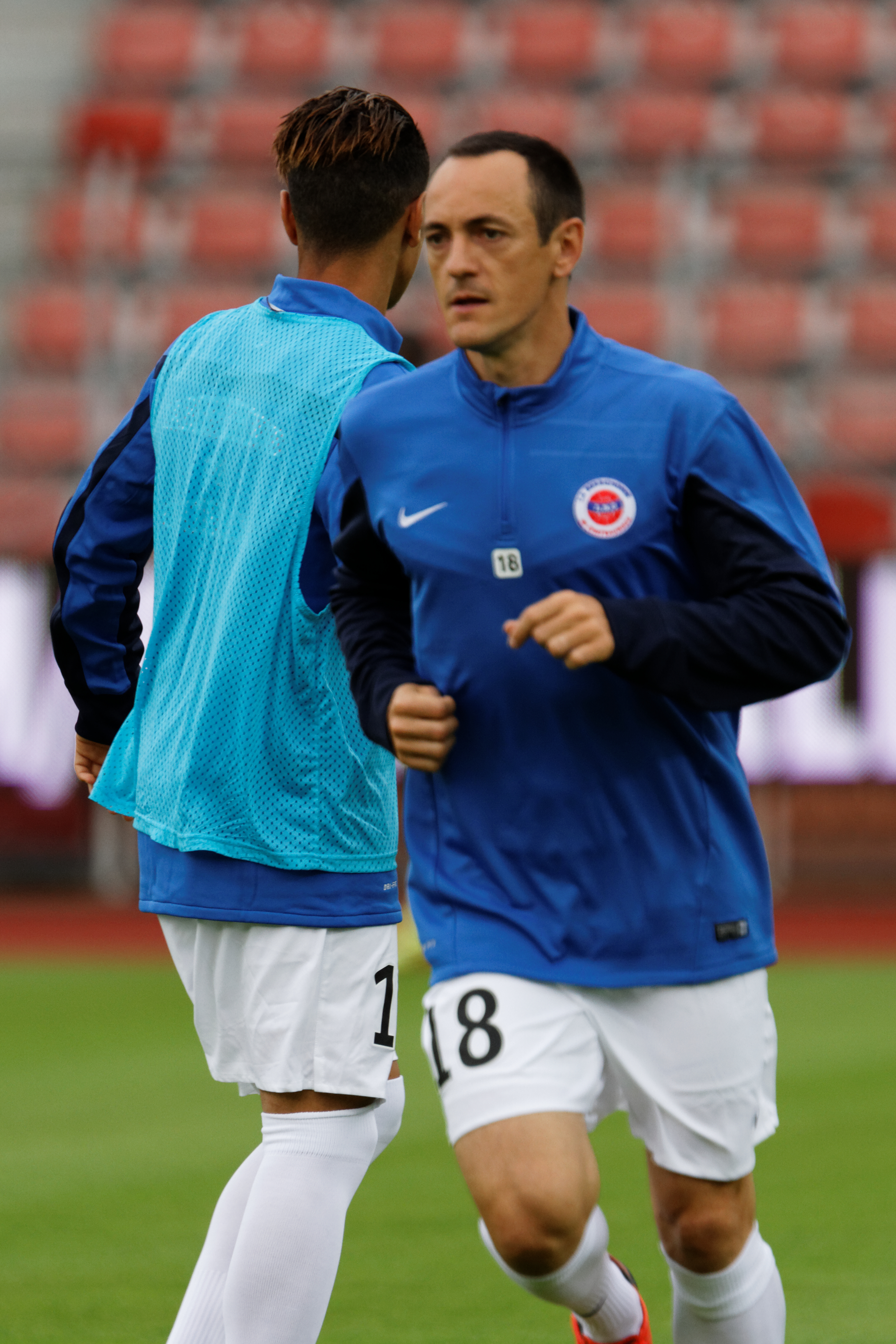
Sébastien Roudet, 212 matchs avec Châteauroux

Après l’éphémère ère Hervé Revelli et la venue de bons joueurs comme les Français Syther et Aldaya ainsi que le polonais Kwasniewski, le club vit sa traversée du désert. Le gardien Christian Mattiello, plus tard membre du staff technique, en est le témoin. Il faut attendre le début des années 1990 pour que Châteauroux retrouve son rang. Avec la paire Denisot/Trotignon, le club adopte le statut professionnel. Le premier joueur « pro » se nomme Sadou Boukari. Philippe Besset marque aussi les années 1980 au club.
En 1991, Dominique Bijotat revient au pays mais est handicapé par des douleurs récurrentes au genou. Patrick Mboma explose lors de son passage à la Berri. Le Lion Indomptable naît au plus niveau à Châteauroux. Puissance, technique, réalisme, il fait forte impression avant de retourner au PSG et de devenir la star de la sélection camerounaise. D’autres compétiteurs marquent le club : Smahi Triki, défenseur fédérateur, Jimmy Algerino, latéral zélé, Kari Ukkonen, gentleman finlandais ou encore Jason Mayélé. Avec Victor Zvunka, les joueurs découvrent l’ambition et les sommets de Division 2. Bruno Roux et Patrick Guillou sont alors deux hommes forts de l'effectif berrichon.

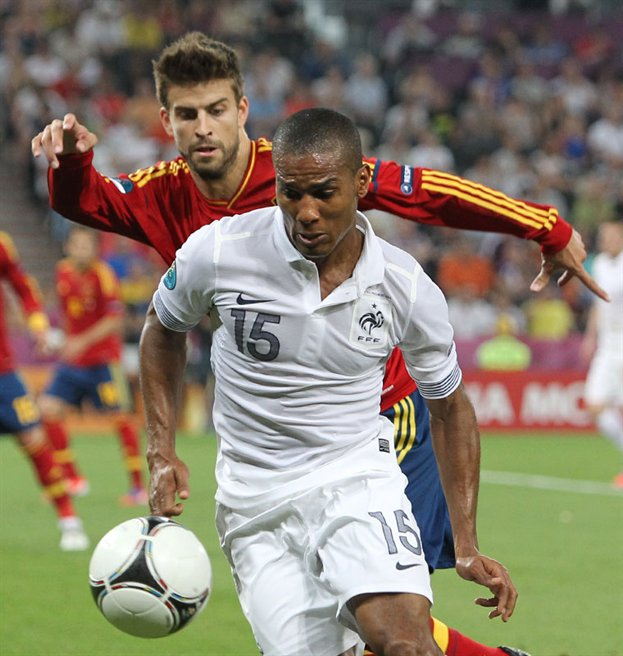
Florent Malouda, 80 selections en équipe de France, vitrine du centre de formation berrichon

D’autres éléments écrivent les jolies pages du club, jusqu’à l’épopée en Division 1, il y a notamment Frédéric Guéguen, le gardien de la montée en D1. De plus, lors de cet exercice 1996-1997, on assiste à l'éclosion de Yann Lachuer. Prêté en cours de saison par l'AJ Auxerre, il est le déclic pour Châteauroux. Ce meneur de jeu donne un esprit au ballon et une âme à l’équipe qu'il amène dans l’élite du football français. Laurent Dufresne, devant, Nicolas Weber et Ferdinand Coly, sentinelle qui s’impose ensuite dans le Calcio, sont autant de joueurs importants à ce moment de l'histoire du club. Lachuer reparti à Auxerre, Stéphane Dalmat devient le joueur phare de la Berri en D1. Ce jeune joueur venu de Joué-lès-Tours fait preuve d'un culot et d'une capacité d'accélération au-dessus de la moyenne. Lors de cette saison à la Berri, il éclipse un autre jeune qui évolue avec la réserve, Florent Malouda. Mais bientôt, c'est lui la plus grande pépite du club. Sa carrière le mène ensuite en finale de Coupe du monde avec l’équipe de France (80 sélections) et de la Ligue des champions de l'UEFA avec le Chelsea FC. Le vestiaire professionnel du stade Gaston-Petit porte son nom.
Dans une période plus contemporaine et toutes ces saisons qui s’enchaînent en Ligue 2, plusieurs joueurs s'illustrent. On pense à Benjamin Nivet, l’inspirateur du jeu de Châteauroux et Alexandre Dujeux au poste de latéral. Armindo Ferreira donne de l’éclat lui aussi à son équipe. Il y a Vincent Fernandez, gardien des années durant. Il connait tout au club, grimace et sourire, mais finit par être un capitaine emblématique. Teddy Bertin marque aussi son passage à la Berri. Il est déjà un personnage à son arrivée et fait honneur à sa réputation. C’est un défenseur central rayonnant, il amène la Berri au stade de France pour la finale de la Coupe de France 2004. Sébastien Roudet, le Creusois au pied gauche précis a, lui aussi, une part prépondérante dans ce parcours en Coupe.
On peut ajouter aussi Ludovic Clément, David Coulibaly, Marc Giraudon, Ludovic Jeannel, Laurent Morestin, Jacob Mulenga, Rodolphe Roche, Djibril Sidibé, David Vandenbossche, Eddy Viator, Thiago Xavier, tous à plus de 100 matchs sous le maillot rouge et bleu depuis le milieu des années 1990.
Depuis le dernier titre de champion de National en 2017, plusieurs défenseurs ont joué de nombreux matchs pour les rouge et bleu, à l'image de Yannick Mboné (247 matchs), Opa Sanganté (208 matchs) et Nama Fofana (156 matchs). Les joueurs formés au club Razak Boukari, Romain Grange et Gilles Sunu ont prouvé leur attachement à leur club en revenant porter les couleurs de la Berrichonne après une carrière accomplie en France et à l'étranger.
| \| Fernandez Guillou Avenet Triki Algerino Vioux Calenda Garrault Ukkonen Maharzi Roux \| L'équipe quart-de-finaliste de la Coupe de la Ligue 1995. |
| Fernandez Guillou Avenet Triki Algerino Vioux Calenda Garrault Ukkonen Maharzi Roux                                                                 |

| Fernandez Guillou Avenet Triki Algerino Vioux Calenda Garrault Ukkonen Maharzi Roux |

| \| Guéguen Weber Moulin Coly Baudoin Chavrondier Debrosse Bouzaiene Le Frapper Mayélé Dufresne \| L'équipe championne de Division 2 1997. |
| Guéguen Weber Moulin Coly Baudoin Chavrondier Debrosse Bouzaiene Le Frapper Mayélé Dufresne                                               |

| Guéguen Weber Moulin Coly Baudoin Chavrondier Debrosse Bouzaiene Le Frapper Mayélé Dufresne |

| \| Roche Algerino Bertin Viator El Bekri Fradin Sidibé Roudet Ferreira Gueï Vandenbossche \| L'équipe finaliste de la Coupe de France 2004. |
| Roche Algerino Bertin Viator El Bekri Fradin Sidibé Roudet Ferreira Gueï Vandenbossche                                                      |

| Roche Algerino Bertin Viator El Bekri Fradin Sidibé Roudet Ferreira Gueï Vandenbossche |

| \| Fernandez Ateba Koné Cordonnier Cerielo Xavier Kashi Sako N'Diaye Mulenga Scarpelli \| L'équipe quart-de-finaliste de la Coupe de la Ligue 2009. |
| Fernandez Ateba Koné Cordonnier Cerielo Xavier Kashi Sako N'Diaye Mulenga Scarpelli                                                                 |

| Fernandez Ateba Koné Cordonnier Cerielo Xavier Kashi Sako N'Diaye Mulenga Scarpelli |

## Structures du club

### Structures sportives

#### Stades
Pratiqué dès 1891 au lycée, La Berrichonne s'initie au football sur son propre terrain aux installations rudimentaires. Celui-ci est remplacé par le Parc des Sports, premier stade de Châteauroux, situé route de La Châtre. Les travaux commencent en 1903, sur un terrain de 1,50 ha acquis par La Berrichonne, et l'inauguration a lieu le 10 janvier 1906,. Dès l'ouverture, les manifestations attirent les foules.
En 1935, à la suite de la fusion avec l'AS Châteauroux, l'équipe prend pour enceinte principale le stade de la rue Henri Dunant. Le Parc des Sports est alors utilisé comme stade d'entraînement et pour les scolaires. L'équipe évolue rue Dunant jusqu'en 1964, première année de l'équipe au stade municipal, qui devient ensuite le stade Gaston-Petit.

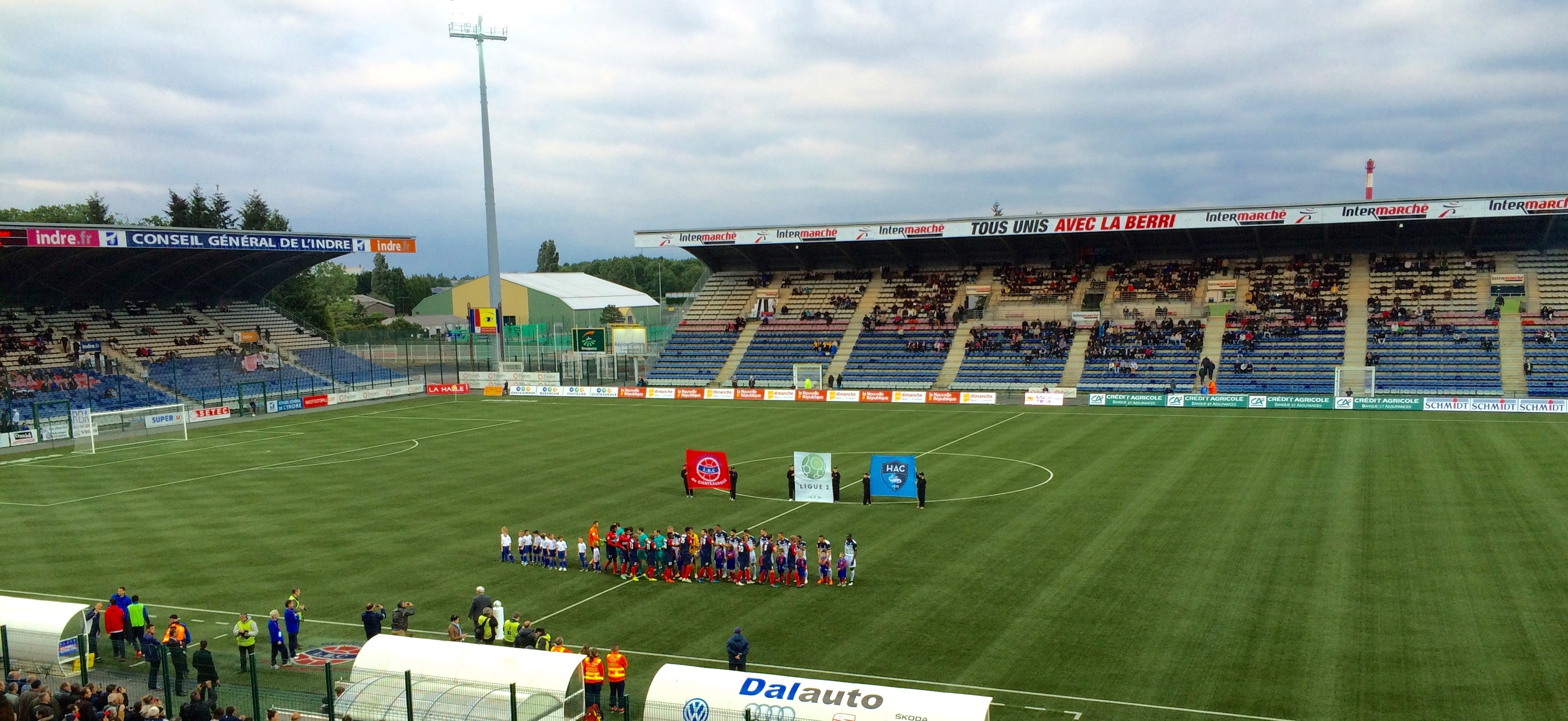
Stade Gaston-Petit

Situé au Sud-est de Châteauroux, le stade Gaston-Petit se fond dans le paysage castelroussin. Cette structure, propriété de la Ville, est créé en 1962 sous le nom de stade municipal, il prend le nom de « Stade Gaston-Petit » en hommage à l’ancien Maire de Châteauroux entre 1967 et 1971, fidèle supporter du club. Né en 1908, Gaston Petit est un instituteur syndicaliste, membre de la SFIO et résistant dans l'Armée Secrète durant la Seconde Guerre mondiale. Petit devient maire de Châteauroux en 1967. Il ne reste que quatre ans en fonction, démissionnant en 1971 pour des raisons de santé. Le Stade de la « Berri » est renommé en son nom la même année. La Berrichonne Football évolue dans cette enceinte depuis sa création et y écrit les plus belles pages de son histoire avec notamment l’accession en première Division en 1997. L'équipe y évolue dans un Stade Gaston-Petit rénové dont les quatre tribunes sont couvertes et avec une capacité d'accueil augmentée à 17 000 places (dont 14 500 assises). L'édifice est aux normes LFP et UEFA pour accueillir des compétitions nationales et européennes. Le 24 janvier 1998, 15 896 spectateurs assistent à la réception de l'Olympique de Marseille, ce qui constitue le record d'affluence du stade,.
Comme tous les stades modernes, le stade Gaston-Petit dispose d’espaces aménagés pour les personnes handicapées, d’une tribune de presse et d’un PC sécurité avec vidéosurveillance. Les espaces VIP, avec les loges « Prestige » et « Privilège », peuvent accueillir une centaine de personnes, avec un réseau vidéo interne. Le salon des partenaires nommé « Pavillon Renault Gibaud » permet d’accueillir plus de 700 personnes offrant ainsi aux spectateurs la possibilité de terminer la soirée dans des conditions conviviales en présence des joueurs professionnels et du staff technique. Le stade dispose d’une boutique officielle ouverte seulement les soirs de match à domicile. En mai 2011, les travaux pour la pose d'une pelouse synthétique commencent.
La pelouse sera changée pour une technologie hybride permettant de maintenir le niveau de qualité : la Berrichonne se verra plusieurs fois primée pour la qualité de sa pelouse en Ligue 2.

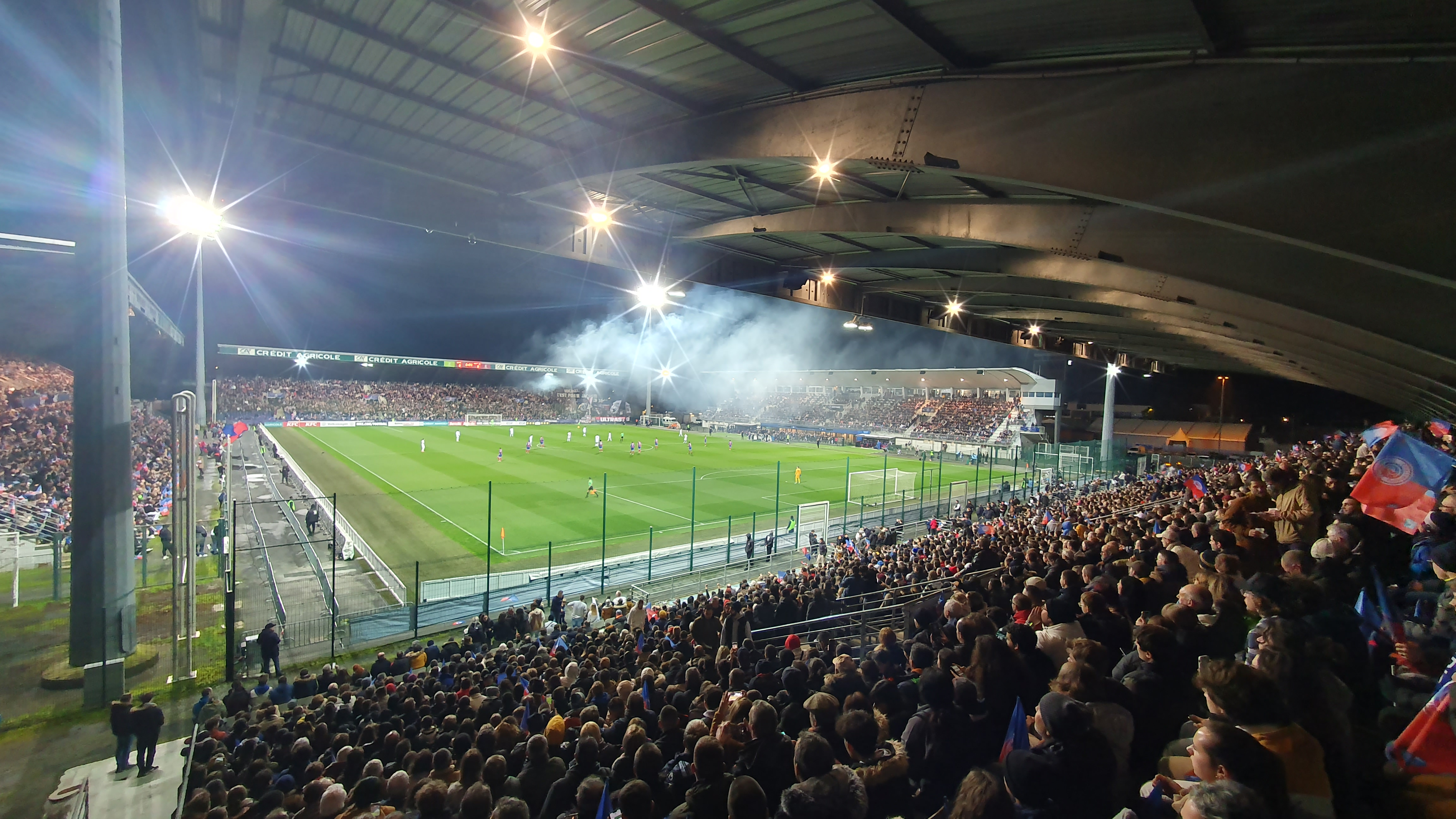
Soirée de gala en coupe de france

Le stade a été ramené à une capacité de 14 500 places avec la suppression des places en pesages à la fin des années 2010. Le 6 janvier 2023, la rencontre contre le Paris Saint-Germain s'est jouée à guichet fermée dans sa nouvelle configuration (14003 spectateurs).

#### Centre d'entraînement et de formation
Après plusieurs années à Beaumarchais, puis à Blanche de Fontarce, le centre d'entraînement de La Tremblère est inauguré en 1995. Il est situé à La Tremblère à quinze kilomètre de Châteauroux. Le centre est dans une dimension moderne, étant doté d’une salle de soins, d’un espace détente, de vastes vestiaires, ainsi que d'une piscine et de jacuzzi. Le complexe sportif sert aussi d’entraînement pour l’équipe réserve de La Berrichonne.

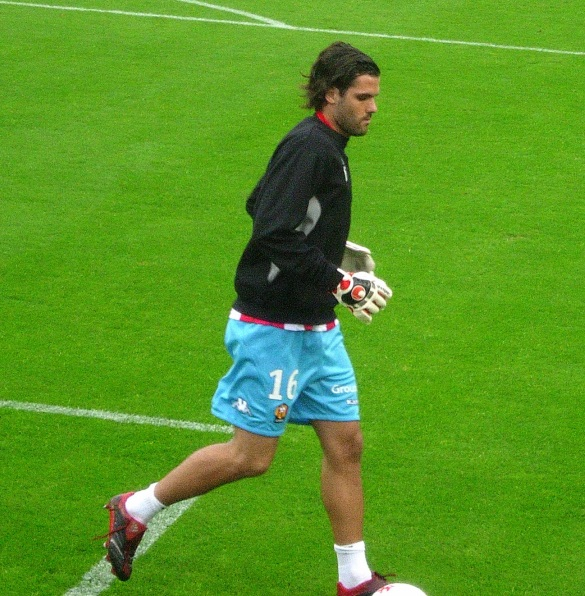
Rodolphe Roche, un des nombreux joueurs professionnels formés à La Berrichonne.

En 1995, Roger Fleury devient le créateur et premier directeur du centre de formation de La Berrichonne de Châteauroux. À la fin des années 1990, les premiers joueurs formés par la Berrichonne sont Ludovic Clément, Rodolphe Roche et Sébastien Roudet qui cumulent tous les trois plus de cent matchs avec la « Berri ». À la même époque sortent Stéphane Dalmat et Florent Malouda, deux joueurs de niveau international qui écourtent rapidement leur passage dans le Berry. Quelques années passent sans que des joueurs sortant du centre de formation ne s'affirment en équipe première. Dans les années 2000, Razak Boukari fait partie des équipes jeunes puis de la réserve avant d'aller évoluer ailleurs. Des générations suivantes, Romain Grange, Bakary Sako, Amara Baby et Lamine Koné jouent près de cent matchs chacun sous le maillot berrichon. Né en 1990 et 1991, Valère Germain, Frédéric Bulot et Gilles Sunu ne portent jamais les couleurs du club en équipe première, le quittant avant d'en avoir l'âge. Lors de la saison de Ligue 2 2014-2015, sur un effectif comprenant 24 joueurs professionnels, neuf joueurs sont issus des équipes jeunes du club dont Nasser Chamed et Johann Obiang.
Le Centre de formation et d’entraînement de La Berrichonne Football se situait à la Tremblère sur la commune d’Arthon, à quinze kilomètres de Châteauroux, jusqu'en 2022. Ce domaine permettait aux joueurs de la Berrichonne, toutes catégories confondues, d’évoluer dans des structures fonctionnelles et modernes. Idéalement placé et agencé, ce site qui se veut omnisports permet l'alliance du sport et des études. Durant l'été 2014, à la suite des restructurations du club, le Centre de Formation se doit de pérenniser sa qualité d’enseignement, d’hébergement et d’encadrement. Aussi l'Institut Régional de Football (IFR) devient le nouveau site pour accueillir les jeunes de la « Berri ». Ce partenariat permet ainsi d'optimiser l’hébergement et les entraînements des U17.
Le centre de formation accueille des jeunes joueurs âgés de 15 à 19 ans. Le recrutement s’effectue sur le plan local, régional et national à travers les rassemblements des districts et des ligues ainsi que les matches de championnat. Même si l’essentiel du recrutement est réalisé dans la région Centre-Val de Loire, des joueurs de tout l’hexagone sont invités à tenter leur chance à Châteauroux. Un observateur officie également en région parisienne. Les performances sportives ne sont pas le seul critère de recrutement. Les résultats scolaires ainsi que les qualités humaines sont aussi évaluées.
Pour concilier la scolarité et l’entraînement, la Berrichonne et le Lycée Jean-Giraudoux de Châteauroux sont liés par une convention permettant aux joueurs désireux de conserver une scolarité dans un cadre traditionnel de poursuivre les cours dans les filières de leur choix : scientifique, économique et social ou littéraire.
En mars 2022, la Berrichonne de Châteauroux déménage dans un tout nouveau centre d'entrainement et de formation moderne, juste à côté du stade Gaston Petit. Lancé en avril 2020, avant la pose de la première pierre au début de l'été dernier, ce projet comprend un bâtiment avec une salle de restauration d'une capacité de 60 personnes en rez-de-chaussée et des locaux administratifs à l'étage. La partie adossée au stade Gaston-Petit abrite salles de cours, vestiaires, salles de musculation en rez-de-chaussée et hébergements pour 60 apprentis à l'étage.
Armindo Ferreira a été, pendant de nombreuses années, responsable technique de la pré-Formation et entraîneur des U19 nationaux. Ce dernier a ensuite été le directeur du centre de formation, qui était noté 2,5 étoiles sur 5 par la FFF, au moment de sa fermeture en juin 2024. Le club recentre sa formation sur une académie plus régionale.

### Aspects juridiques et économiques

#### Statut juridique et légal
La Berrichonne de Châteauroux est fondée en 1901 en tant que club sportif, régi par la loi sur les associations établie en 1901. L'association « La Berrichonne » est présidée depuis 1980 par Claude Jamet. En octobre 2016, Guy Perrot devient président tandis que Jamet est nommé président d'honneur. Raymond Olejnik, recordman de matchs avec le maillot castelroussin, fait partie des administrateurs. En 1991, la « Berri » devient professionnel. Le club se réorganise en deux structures distinctes : l'association « La Berrichonne » et la Société anonyme à objet sportif (SAOS). Durant la saison 2007-2008, le club devient une Société anonyme sportive professionnelle (SASP).
Au 1er août 2014, la SASP est présidée par Thierry Schoen. Il est accompagné d'un président délégué, Bruno Allegré, et de quatre vice-présidents dont trois sont d'anciens présidents (Daniel Baujean, Michel Denisot et Thierry Sanselme). Dans les membres du conseil d’administration, on retrouve d'anciens joueurs du club tel que Claude Jamet, Florent Malouda et Guy Perrot. En mai 2015, Malouda décide de quitter le conseil d'administration.
| Association | Structure sportive |
| --- | --- |
| - Président d'honneur : Claude Jamet - Président : Romain Grange - Administrateurs : Roland Dupont - Christian Lachaud - Raymond Olejnik - José Pradet - Denis Mérigot - Robert Hernandez - Pascal Morin - Guy Perrot - Brigitte Baron - Bertrand Jamet - Dominique Lamamy - Jean-François Mémin - Raymond Olejnik - Michel Pournin - Directeur technique : Romain Armand | - Président : Djamel Zemmar - Directeur sportif : Djebril Cornitte - Intendant : Anthony Sanchez - Secrétariat : Véronique Nivet - Stadium Manager : Mikaël André - Directeur formation : Armindo Ferreira |

À la fin des années 1910, les premières équipes sont constituées de lycéens et militaires. Dans les années 1950, de nombreux clubs, dont LB Châteauroux, pratiquent l'amateurisme marron, qui consiste à rémunérer indirectement les joueurs amateurs, pour inciter les meilleurs à rejoindre le club. C'est ainsi que René Schoen rejoint le club depuis son Alsace natale en échange d'un emploi. Les joueurs de la Berri sont ensuite juridiquement sportif amateur jusqu'en juillet 1991 et le passage au professionnalisme. Les joueurs se retrouvent salariés du club et sont rémunérés sur la base d'un contrat, dont le montant et la durée évoluent fortement depuis cette date, à cause de l'évolution conséquente de l'économie du football dans la seconde moitié du XXe siècle.

#### Éléments comptables
Chaque saison, la Berrichonne de Châteauroux publient leur budget prévisionnel de fonctionnement après validation auprès de la DNCG, l'instance qui contrôle l'état des finances des clubs français de football. Le budget prévisionnel d'un club s'établit en amont de l'exercice à venir et correspond à une estimation de l'ensemble des recettes et des dépenses prévues par l'entité. Le tableau ci-dessous résume les différents budgets prévisionnels du club castelroussin saison après saison.
| Saison | 2008-2009 | 2009-2010 | 2010-2011 | 2011-2012 | 2012-2013 | 2013-2014 | 2014-2015 | 2015-2016 | 2016-2017 |
| Budget | 8 M€      | 8 M€      | 8 M€      | 8,5 M€    | 9,5 M€    | 9 M€      | 7,5 M€    | 4 M€      | 3,8 M€    |
| Saison | 2017-2018 | 2018-2019 | 2019-2020 | 2020-2021 | 2021-2022 | 2022-2023 | 2023-2024 | 2024-2025 | 2025-2026 |
| Budget | 8 M€      | 8,5 M€    | 8 M€      | 8 M€      | 7 M€      | 3,5 M€    |           |           |           |

La LFP publie depuis 2002 les comptes de résultats des clubs professionnels français. Sur la période allant des saisons 2002-2003 à 2012-2013, La Berrichonne de Châteauroux affiche des résultats financiers proches de l'équilibre, avec des résultats net s'étalant entre des pertes de 570 000 € et des gains de 1 411 000 € qui tend à se rapprocher de 0 au fil des années. Les seules recettes qui augmentent sont celles des droits TV (2,4 M€ en 2003 pour 4,5 M€ dix ans plus tard) contrairement à la billetterie (passée 1,1 M€ à 0,6 M€) sans parler des subventions des collectivités territoriales divisées par trois en cinq saisons (de 1,7 M€ à 0,6 M€ en 2008). Les revenus issus des sponsors et de la publicité sont eux stables à environ 1,4 M€ par exercice. D'un budget produit réparti équitablement entre billetterie, sponsoring, subventions publiques et droits TV en 2003, on passe, dix ans plus tard, à une enveloppe dont plus de la moitié est faite des droits télévisuels (4,5 M€ sur 8,8 M€). Pour les charges, une part importante réside dans la masse salariale du club qui a doublé en dix ans, passant de 3 à 6 M€. Cette hausse est compensée par une baisse des autres dépenses pour un total des charges toujours autour des 10 M€ depuis la saison 2007-2008.
| Saison    | Championnat | Matchs | Spon. | Sub.  | Dr. TV | Autres | Produits | Salaires | Autres | Charges | Résultat net |
| --------- | ----------- | ------ | ----- | ----- | ------ | ------ | -------- | -------- | ------ | ------- | ------------ |
| 2002-2003 | Ligue 2     | 1 119  | 1 222 | 1 678 | 2 433  | 627    | 6 979    | 2 989    | 6 402  | 7 523   | 1 037        |
| 2003-2004 | Ligue 2     | 1 313  | 1 673 | 803   | 3 519  | 546    | 7 817    | 3 016    | 4 097  | 7 113   | 1 411        |
| 2004-2005 | Ligue 2     | 1 032  | 1 760 | 549   | 3 490  | 1 228  | 8 058    | 3 243    | 4 291  | 7 534   | 640          |
| 2005-2006 | Ligue 2     | 837    | 1 552 | 579   | 4 989  | 922    | 8 879    | 4 717    | 5 219  | 9 936   | 897          |
| 2006-2007 | Ligue 2     | 789    | 1 505 | 459   | 5 021  | 1 080  | 8 854    | 4 467    | 9 986  | 5 519   | 304          |
| 2007-2008 | Ligue 2     | 728    | 1 479 | 581   | 4 801  | 1 186  | 8 776    | 5 263    | 5 735  | 10 998  | 410          |
| 2008-2009 | Ligue 2     | 697    | 1 358 | nc    | 5 316  | 1 362  | 8 731    | 6 759    | 3 603  | 10 362  | - 570        |
| 2009-2010 | Ligue 2     | 665    | 1 179 | nc    | 4 847  | 1 470  | 8 161    | 7 028    | 3 669  | 10 697  | 189          |
| 2010-2011 | Ligue 2     | 631    | 1 324 | nc    | 4 833  | 1 223  | 8 011    | 6 521    | 3 530  | 10 051  | - 104        |
| 2011-2012 | Ligue 2     | 697    | 1 440 | nc    | 5 169  | 1 351  | 8 656    | 6 963    | 3 265  | 10 227  | 55           |
| 2012-2013 | Ligue 2     | 642    | 1 369 | nc    | 4 560  | 2 254  | 8 825    | 5 924    | 3 634  | 9 558   | -69          |

En avril 2003, la Direction nationale du contrôle de gestion (DNCG) menace la Berrichonne de Châteauroux de rétrogradation en National si le club ne présente pas un budget équilibré pour la saison 2003-2004. Dans un premier temps, les dirigeants castelroussins doivent trouver des fonds pour éponger les déficits des saisons 2000-2001 et 2001-2002, soit une somme de 3,5 millions d'euros. Dans un second temps, le déficit de 1,5 million d'euros est à combler. Le club, empêtré dans des problèmes financiers depuis trois saisons, demande alors de l'aide aux collectivités locales. Il espère notamment pouvoir vendre les infrastructures de son centre de formation à la Tremblère qui représente environ un quart du budget chaque année, soit 1,5 million d'euros par an.
Pour son parcours lors de la Coupe de France 2004 et sa défaite en finale contre le Paris SG, La Berrichonne remporte 1,2 million d'euros.
Au terme de la saison 2011-2012, La Berrichonne de Châteauroux fait partie des trois clubs de Ligue 2 ayant clos l’exercice avec un résultat net positif. Avec + 55 000 €, le club se trouve à la seconde position du classement financier, loin derrière le SC Bastia (+ 424 000 €) mais devant l'AC Arles-Avignon (+ 45 000 €). En effet, le club bénéficie d’une balance des transferts positive leur permettant d’avoir un bilan légèrement en excédant.
Durant l'été 2014, à la suite de la relégation sportive de l'équipe, Thierry Schoen (président), Bruno Allègre (président délégué) et Morald Chibout (vice-président) présentent deux budgets à la DNCG : un budget National de 4,5 millions d'euros et un budget Ligue 2 de neuf millions d'euros. Ceci à cause de l'avenir alors inconnu à propos de la division où évolue le club durant la saison 2014-2015, profitant ou non des sanctions administratives d'autres équipes. Sans savoir la décision finale, des mesures drastiques sont décidées pour restreindre le budget dans l'optique de la relégation. Le centre de formation quitte l'onéreux domaine de la Tremblère pour s'installer à l'IFR (Institut du Football Régional), en périphérie de Châteauroux. Beaucoup de partenaires économiques restent néanmoins fidèles et d'autres sont approchés.
À la suite du maintien de « La Berri » en Ligue 2, Michel Denisot déclare en juillet 2014 : « nous avions présenté un budget de Ligue 2 qui était inattaquable. Tout le monde a fait des efforts pour permettre au club de repartir en L2. On a un projet ambitieux, on vise la Ligue 1 en 2018. On conserve une certaine rigueur, on doit combler un déficit d'1 million d'euros. L'objectif est d'associer une bonne gestion et des ambitions sportives. La Ligue 2 nous offre une visibilité qu'on n'aurait pas eue en National, cela facilite le travail auprès des sponsors, surtout extérieurs à Châteauroux ». Finalement, le budget sur la saison est de 7.5 millions d'euros.
Après des années de stabilité budgétaire et de passages réussis devant la DNCG, la Berrichonne de Châteauroux a souffert, en 2023 puis en 2024, de l'absence de droits TV et de retombées économiques notables en National. Après 2 passages compliqués devant la DNCG, les dirigeants et actionnaires ont dû diviser le budget par 2 (à 3,5 millions d'euros).

#### Sponsors et équipementiers
En 1968, le port de la publicité sur les maillots devient autorisé. Néanmoins le premier sponsor connu sur le maillot berrichon est l'Union des Assurances de Paris (UAP) en 1975-1976. La saison suivante, RTL s'affiche des deux côtés de la tunique avant qu'Auga, filiale de Brioche Pasquier, puis Demeure GBA n'y reste jusqu'à la fin des années 1990. La Halle aux vêtements est ensuite présent lors de la majorité des années 2000 avant que l'entreprise Le Seyec, partenaire de 1987 à 2013, ne devienne sponsor maillot principal. Depuis 1981, les centres E.Leclerc sont partenaires du club. Dans les années 2010, l'ancienne tribune Renault prend le nom des supermarchés. Outre la tribune d'honneur, le nom des deux autres placées derrière les buts sont Crédit agricole et Conseil général de l'Indre.
Point de vue équipementiers, La Berrichonne de Châteauroux est d'abord équipée par Le coq sportif. Dans les années 1970 commence un partenariat de bientôt vingt ans avec la marque allemande Adidas. En 1990, le club passe chez Duarig, entreprise française basée dans la Loire, mais revient rapidement chez la marque au trois bandes. Durant ces années les maillots des gardiens sont fournis par Uhlsport. Cela dure une dizaine d'années avant que LB Châteauroux ne rejoigne le géant américain Nike qui l'équipe jusqu'en 2021.
Depuis son intégration au groupe United World, la Berrichonne de Châteauroux est habillé par la marque italienne Erreà.

## Culture populaire

### Adversaires locaux
Aux débuts de la section football, le club phare de la ville est l'AS Châteauroux. C'est d'ailleurs l'ASC qui remporte les deux premières éditions de Division d'Honneur Centre en 1920 et 1921. Les rencontres entre les deux clubs donnent lieu à des oppositions pour la « domination » de la ville. Ce derby prend fin en 1935 avec la fusion entre les deux clubs. L'USL St-Christophe est aussi en son temps le second club du département et donc de la ville. Le club joue notamment un seizième de finale de Coupe de France au début des années 1990 et s’incline contre Toulon, alors en première division, 1-0 contre le cours du jeu.
| \| LBC USL St-Christophe FC Déolois SA Issoudun US La Châtre Tours FC FC Chartres US Orléans Bourges 18 Blois Foot 41 \| Localisation des rivaux de La Berrichonne | Au niveau du département de l'Indre, la suprématie est disputée entre plusieurs clubs dont le FC Déolois, le SA Issoudun et l'US La Châtre mais l'équipe première de la Berri n'a que rarement rencontré ces équipes. Déclaré en Préfecture le 20 mars 1908, le FC Déolois, association à l’origine gymnique située à Déols à seulement deux kilomètres de Châteauroux, est aujourd'hui le premier club amateur du département. Fondé sous le nom de Jeunesse Déoloise, les deux clubs se retrouve en finale de la coupe départementale à l'issue de la saison 1941-1942, la JD joue là sa première finale et s'incline 3 buts à 2. Par la suite le club grandi lentement et ne perce à l'échelle régionale qu'à la fin des années 1990. L'US La Châtre est dans les années 1960 un des meilleurs clubs du départements. Mais historiquement c'est sûrement le SA Issoudun qui vient immédiatement derrière La Berrichonne dans la hiérarchie du football départemental. Le SAI connaît son heure de gloire avec la DH dans les années 1960, l’épopée en Coupe Gambardella en 1971 et l’élimination face à l’Olympique de Marseille. Les Issoldunois se souviennent des nombreuses victoires en coupe de l’Indre et de la montée en Nationale 3. Nombreux sont les joueurs qui font les beaux jours des 2 clubs dont Johann Paul et Edward Biernacki. Membre de la Ligue du Centre, la bataille pour la suprématie se situe contre les clubs des autres plus grandes villes de la région, à savoir le Tours FC (ex-AS Centre), le FC Bourges, l'AAJ Blois ou encore l'US Orléans et l'Arago sport orléanais avant lui. La Berrichonne est toujours présent parmi les meilleures équipes du Centre après la Seconde Guerre mondiale. Champion régional en 1950, la « Berri » lutte alors avec l'Arago Orléans pour être le club le mieux classé en division nationale. Cette lutte dure jusqu'au début des années 1960 avant que les Berrichons ne luttent avec Blois et Bourges durant une dizaine de saisons. Les Tourangeaux arrivent alors à leur plus haut niveau, seul club régional de Division 1. Il faut attendre la seconde moitié des années 1990 et les années 2000 pour voir une suprématie sans partage de La Berrichonne qui est ensuite à la lutte avec le TFC en Ligue 2. |
| LBC USL St-Christophe FC Déolois SA Issoudun US La Châtre Tours FC FC Chartres US Orléans Bourges 18 Blois Foot 41                                                 | |

### Supporters
| Saison    | Nbr d'abonnés |
| --------- | ------------- |
| 1998/1999 | 3 500         |
| 1999/2000 | 2 618         |
| 2000/2001 | 2 601         |
| 2001/2002 | 2 164         |
| 2002/2003 | 1 864         |

La première apparition des socios remonte aux années 1960. Pour la Finale de la Coupe de France 2004, quarante cars, deux trains et les voitures particulières sont utilisés pour amener les quelque 20 000 berrichons dans les tribunes du Stade de France ce jour-là. Certain accueillait même les jeunes africains venus tester leur talent à la Berrichonne. En 2013, on compte de 1 000 à 1 300 abonnés chaque année et, dans ces temps difficiles, c'est une base de départ bien utile pour le club et sa trésorerie.
Le premier groupe de supporters est l'Armada, créé en 1987. Il atteint 80 supporters en 1997, alors rejoint par un second groupe de supporter nommé The Commodores, situé dans la tribune en face. En 2007, le groupe de l'Armada est dissous et les Supras Berry prennent le relais jusqu'en 2012, toujours situé en tribune Crédit Agricole. Vos Amis est un groupe d'amis qui supporte la Berrichonne en tribune Renault Gibault, ils sont une quinzaine pour la saison 2007-2008. Lors de la saison 2012-2013, les RED BLUE Angels sont créés.
Fin 2013, les Supporters de la Berrichonne sont la seule association encore existante en marge des socios. Ils ne sont qu'une poignée, dont la plupart vient de l'extérieur (Bourges, La Châtre), à offrir un soutien sans faille à leur club de cœur. « On fait ce qu'on peut, explique Sébastien Gorgeon, le président. Avec la sono, les tambours et les drapeaux, on les encourage du début à la fin de chaque match joué à Gaston-Petit. Si on ne fait pas un minimum de bruit, le stade est mort car ce ne sont pas les spectateurs qui nous aident. Il n'y a pas d'ambiance, c'est ennuyeux. ».

### Affluences
Les premières affluences connues de La Berrichonne de Châteauroux montrent que, durant les années 1960, 1 000 à 2 000 spectateurs viennent assister aux matchs en Division 3. Dans les années 1970 avec la montée en deuxième division le nombre de personnes dans les gradins à chaque représentation monte à 3 000 avant de s’essouffler et de tomber 800 en 1984-1985, année de la relégation. Remonté des abîmes dans les années 1990, la « Berry » se remet à attirer du monde dans son stade Gaston-Petit. À partir de 1991 entre 2 000 et 4 000 spectateurs sont présents à chaque partie de D2 et même durant l'unique année en D3. La saison en Division 1 en 1997-1998 voit tous les records être battu avec plus de 12 000 personnes en moyenne au stade. Depuis, l'affluence oscille en fonction des résultats avec 5 000 à 6 000 spectateurs en moyenne depuis les années 2010.
Affluences de La Berrichonne de Châteauroux depuis 1964
Depuis la descente en National en 2015, la Berrichonne de Châteauroux connaît une baisse du nombre de spectateurs, qui s'explique par des résultats difficiles en ligue 2, un championnat moins attractif, une population en baisse et vieillissante. Malgré une saison magnifique en 2017-2018 avec le 2e meilleur total de points (60 en 38 matchs, 2e ex aequo avec la saison 2002/2003), l'entraîneur Jean-Luc Vasseur déplorait le manque d'engouement du public. Depuis la crise COVID, la fréquentation a encore baissé comme ailleurs. La saison dernière, le stade Gaston Petit se classait en 4e position du championnat National avec 50 718 spectateurs, soit une moyenne de 3 381 par match.

### Relations avec les médias
Dans la fin des années 1930, René Millot, amateur de football et sportif convaincu, profite de sa profession d'imprimeur pour réaliser le premier journal sportif de la région, Le Berry sportif.
Le magazine PROlongations couvre l'actualité du club. C'est un magazine mensuel gratuit, format A4, papier glacé diffusé à 25 000 exemplaires via le réseau de proximité AS36 et disponibles au stade Gaston-Petit lors des matchs à domicile. Par ailleurs, La Berrichonne compte comme partenaire média la radio France Bleu Berry.
De plus, comme la commune de Châteauroux, le club est couvert par les journaux La Nouvelle République du Centre-Ouest, Le Berry républicain, La Bouinotte, l'Echo du Berry et Le Petit Berrichon.

## Autres équipes

### Équipe réserve
En 1962-1963, l'équipe réserve remporte la Coupe de l'Indre contre Gabatum Levroux (2-1).
En 1977, pour la première fois l'équipe réserve remporte le championnat de DH Centre et monte en Division 3. Mais le groupe n'y reste qu'une saison en terminant quatorzième et premier relégable.
L'équipe intègre la nouvelle Division 4, échelon qui s'intercale entre la D3 et les DH régionales, et termine la saison 1978-1979 à la troisième place. L'équipe B termine ensuite toujours dans la première moitié du classement jusque lors de la saison 1982-1983 où elle décroche la seconde place derrière l'équipe C de l'AS Saint-Étienne qui ne peut monter.
La réserve de LBC connaît un nouvel aller-retour en Division 3 et un bilan comme six ans plus tôt : quatorzième et premier relégable. S'ensuit une seconde relégation de suite et le retour de la réserve en DH Centre. Après une saison, l'équipe est à nouveau relégué et quitte l'élite régionale.
En 1991, l'équipe B de La Berrichonne est de retour en DH Centre, remporte le titre l'année suivante et est promue en Division 4. Pour son retour à ce niveau pour la saison 1992-1993, la dernière de ce championnat, elle termine troisième entre les réserves de Troyes et de Tours. C'est le FCLSC Châteauroux, autre équipe de la ville, qui remporte la première place du groupe. Participant maintenant au championnat de Nationale 3 (ex-CFA 2), la première édition (1993-1994) se termine à la neuvième place du groupe E pour la « Berri ». Par la suite, l'équipe B berrichonne termine cinquième en 1994-1995 avant de remporter le groupe E du championnat l'année suivante. Mais l'équipe ne peut être promue du fait que l'équipe fanion évolue alors en Division 2.
La même chose se répète ensuite. L'équipe termine une nouvelle fois cinquième en 1997, avant de remporter son groupe l'année suivante, première édition du nouveau championnat de CFA 2. S'ensuivent des saisons en milieu de tableau et deux secondes places de groupe en 2006 et 2007 sans jamais frôler la relégation ni remporter la compétition.
En 2025-2026, l'équipe réserve de La Berrichonne évolue dans le championnat de National 3 et Armindo Ferreira est l'entraîneur.

### Section jeunes
La première apparition d'une équipe jeune de La Berrichonne a lieu lors de la saison 1980-1981 où le club ne passe pas la phase de groupe de la Coupe Gambardella. Le club réapparait dans cette même compétition en 1993 dont l'équipe juniors échoue deux années de suite en 32e de finale (1993-1994 et 1994-1995). Son meilleur parcours est effectué lors de l'édition 2006-2007 avec un quart de finale et une élimination aux tirs au but contre l'AS Saint-Priest (2-2, tab 4-3). La section U15 remporte le championnat de DH Centre, élite régionale, en 2005, 2006 et 2008.
Lors de la saison 2011-2012, les U19 Nationaux termine cinquième du groupe C tandis que les U17 Nationaux remporte eux le groupe E avec un point d'avance sur le Toulouse FC. Lors de l'exercice suivant, les deux équipes terminent bien placées. La troisième place pour les U19 Nationaux dans le groupe C et sixième place pour les U17 Nationaux placés dans le groupe F.
En 2025-2026, l'école de foot est dirigée par Patrick Tourte et l'école de préformation par Jean-Christophe Malabry. 

### Autres sports
La Berrichonne de Châteauroux est créée en tant que club omnisports. La gymnastique, l'escrime et le tir sont les premières sections à être créées. En 1974, quand Claude Jamet est élu président, il y a déjà un millier d'adhérents, comme aujourd'hui. Lors des 130 ans du club, Jean-Yves Hugon, maire adjoint aux sports déclare que « La Berrichonne Omnisports représente à la fois l'histoire et le patrimoine de Châteauroux ».
La Berrichonne offre, en plus du football, des possibilités sportives dans d'autres disciplines. Il est en effet possible de pratiquer du tennis, de l'athlétisme, du basket-ball, de la pétanque, de la randonnée pédestre, de la boxe ou encore du tennis de table. Au début de 2014, la section athlétisme compte 286 licenciés ce qui en fait le neuvième club de la Ligue du Centre et le premier du département. La pétanque, dans le giron de la Berrichonne depuis 2008, compte 21 titres de champion de l'Indre à son palmarès en 2013. Au début de 2014, Claude Jamet est réélu président à l'unanimité, il est en poste depuis alors quarante ans.